# Kapel (gebouw)

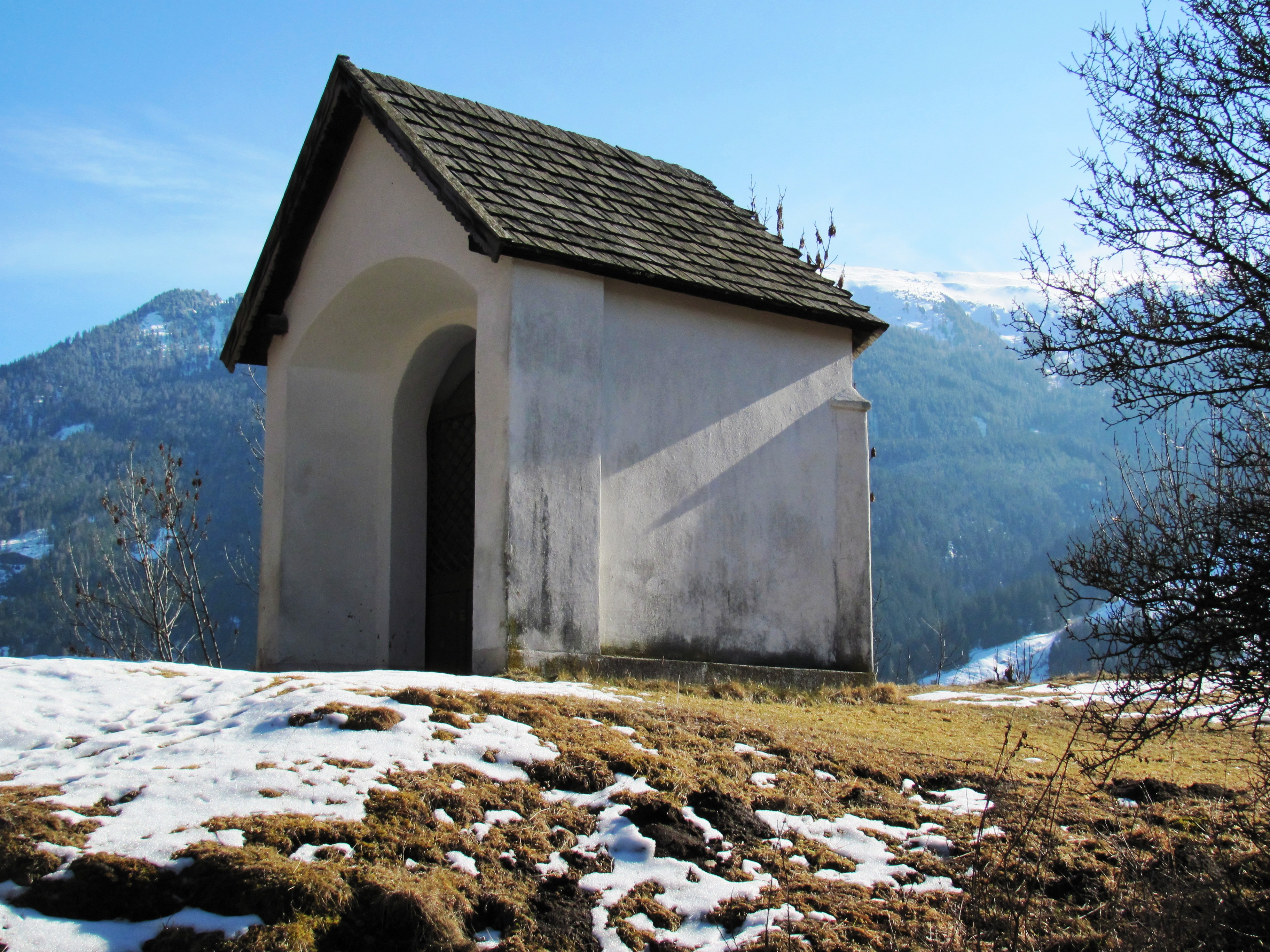
Kapel gewijd aan Antonius van Padua in Fließ, Tirol

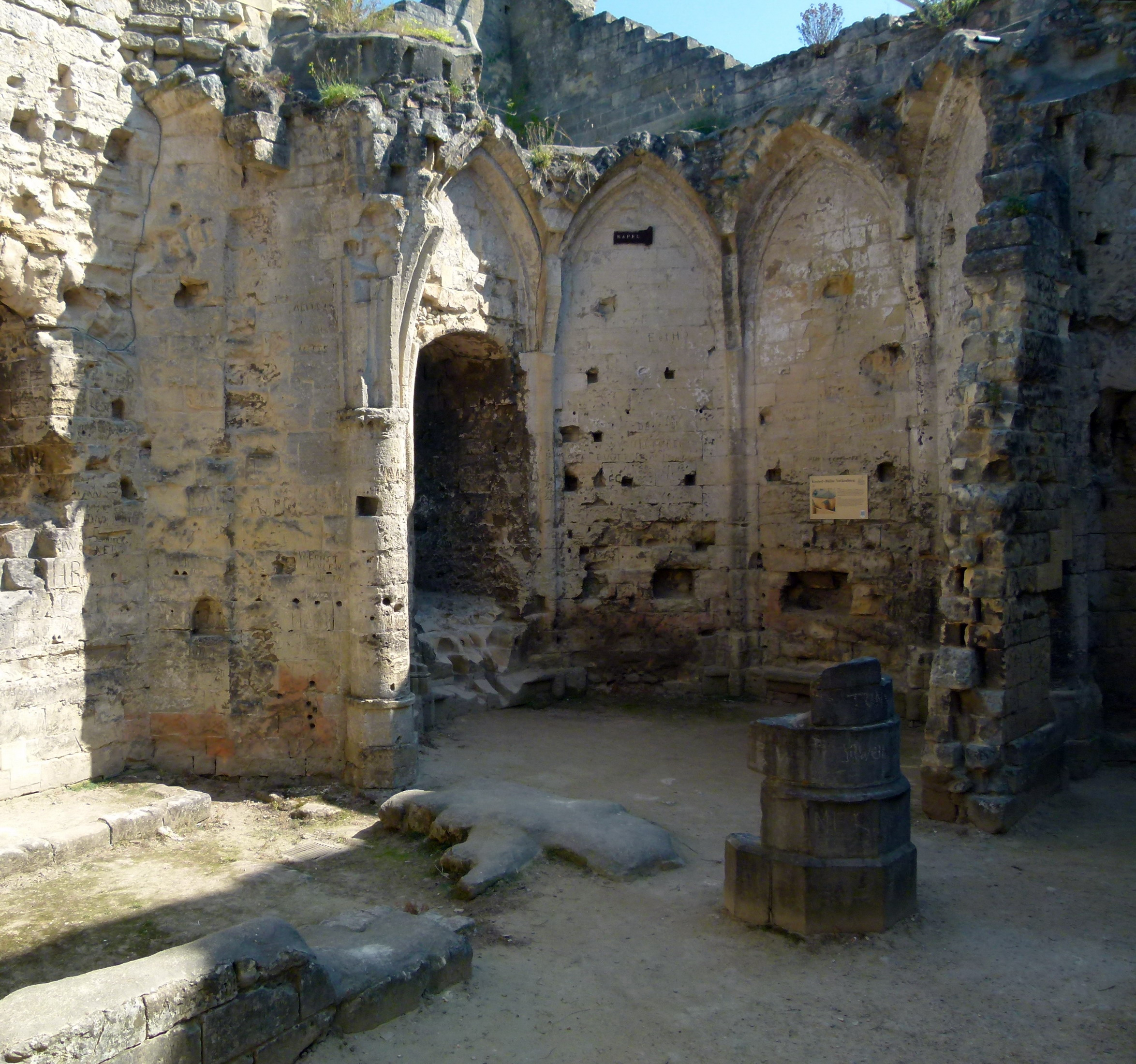
Ruïne van de slotkapel van het Kasteel van Valkenburg

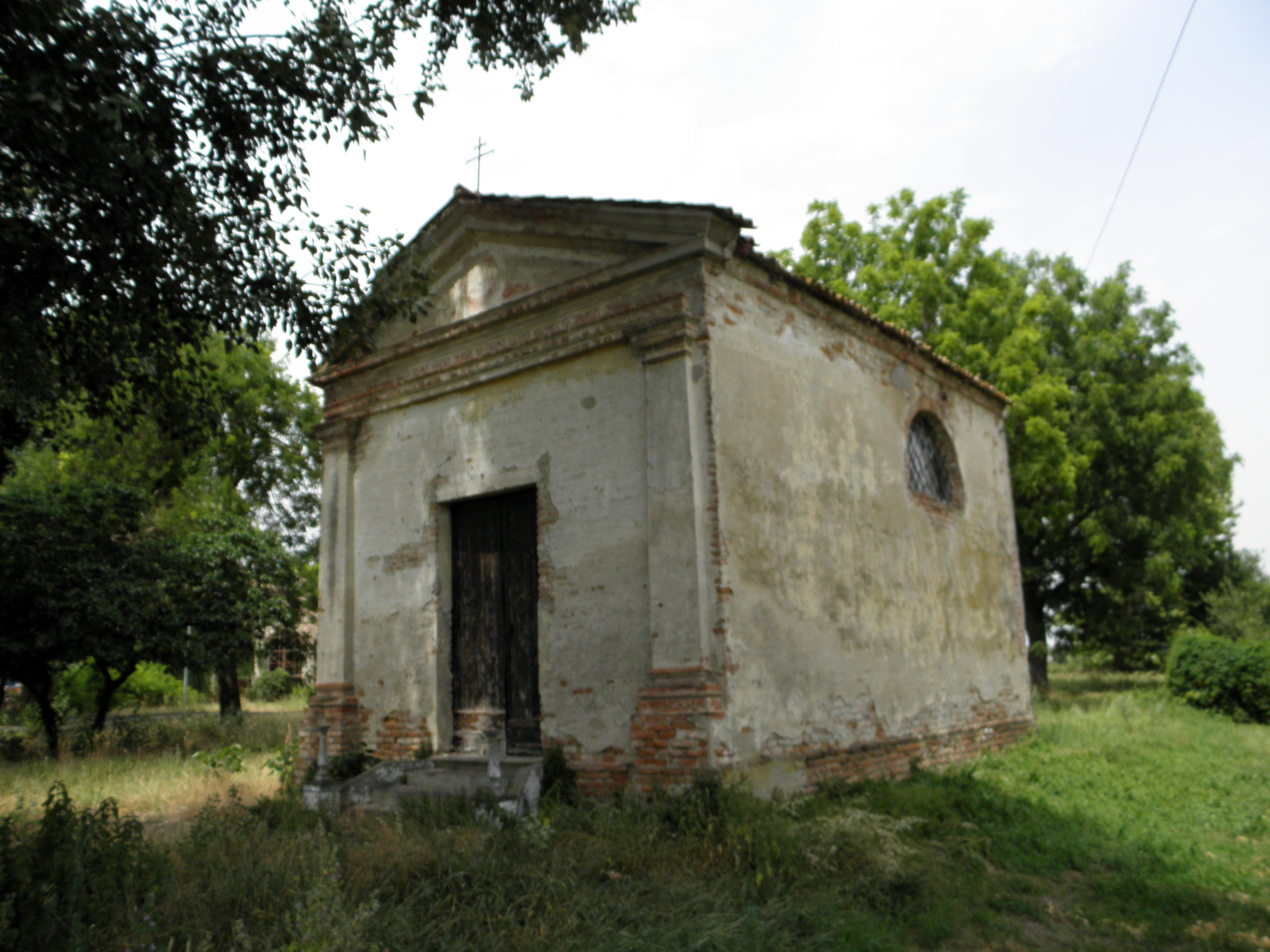
Vervallen kapel in Pozzonovo, Italië

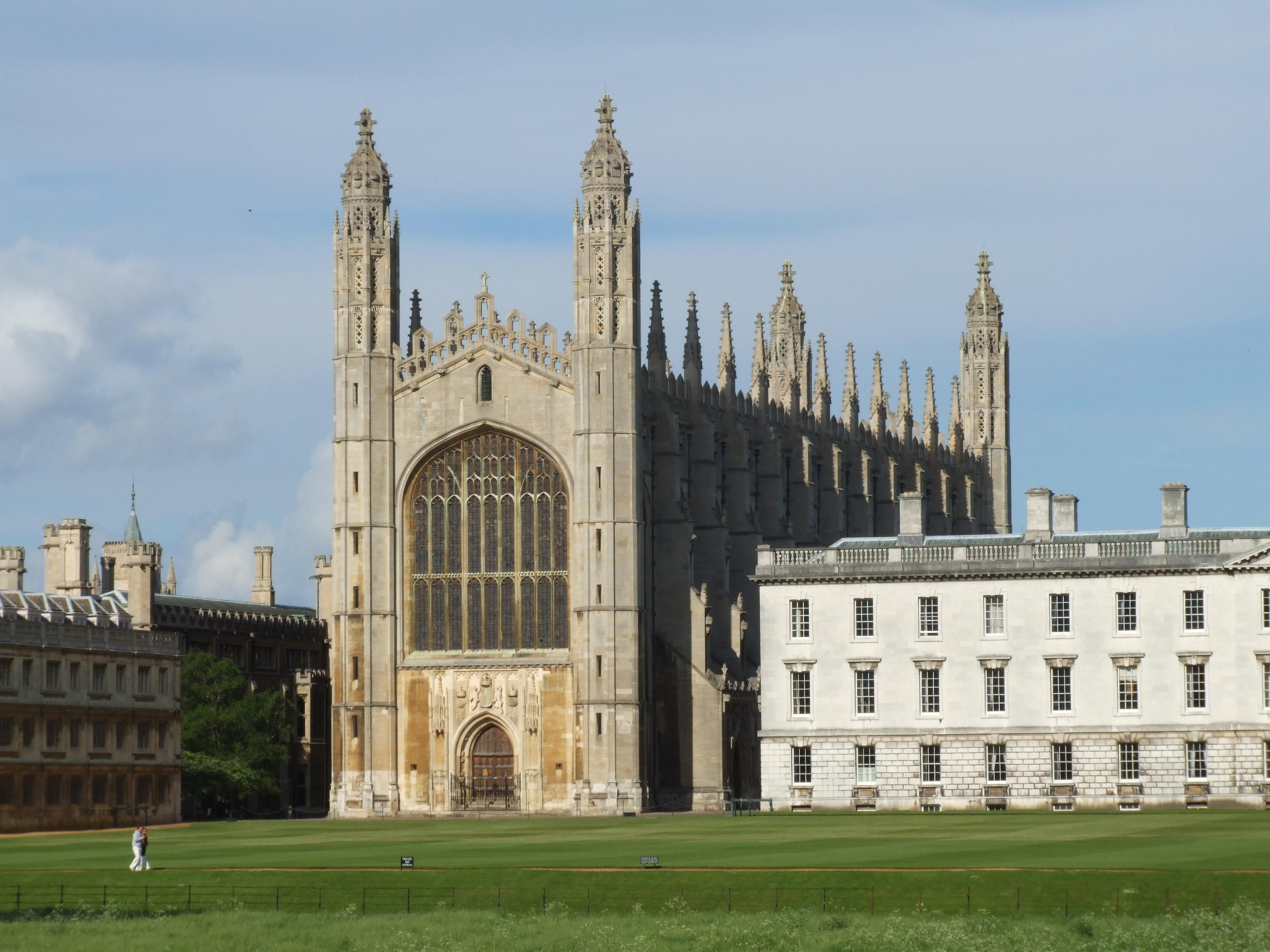
Middeleeuwse universiteitskapel, King's College, Cambridge, Engeland

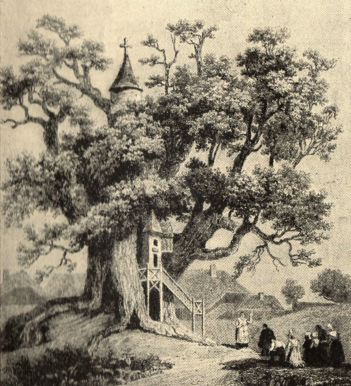
Chêne chapelle, dubbelkapel in eik, Allouville-Bellefosse, Frankrijk

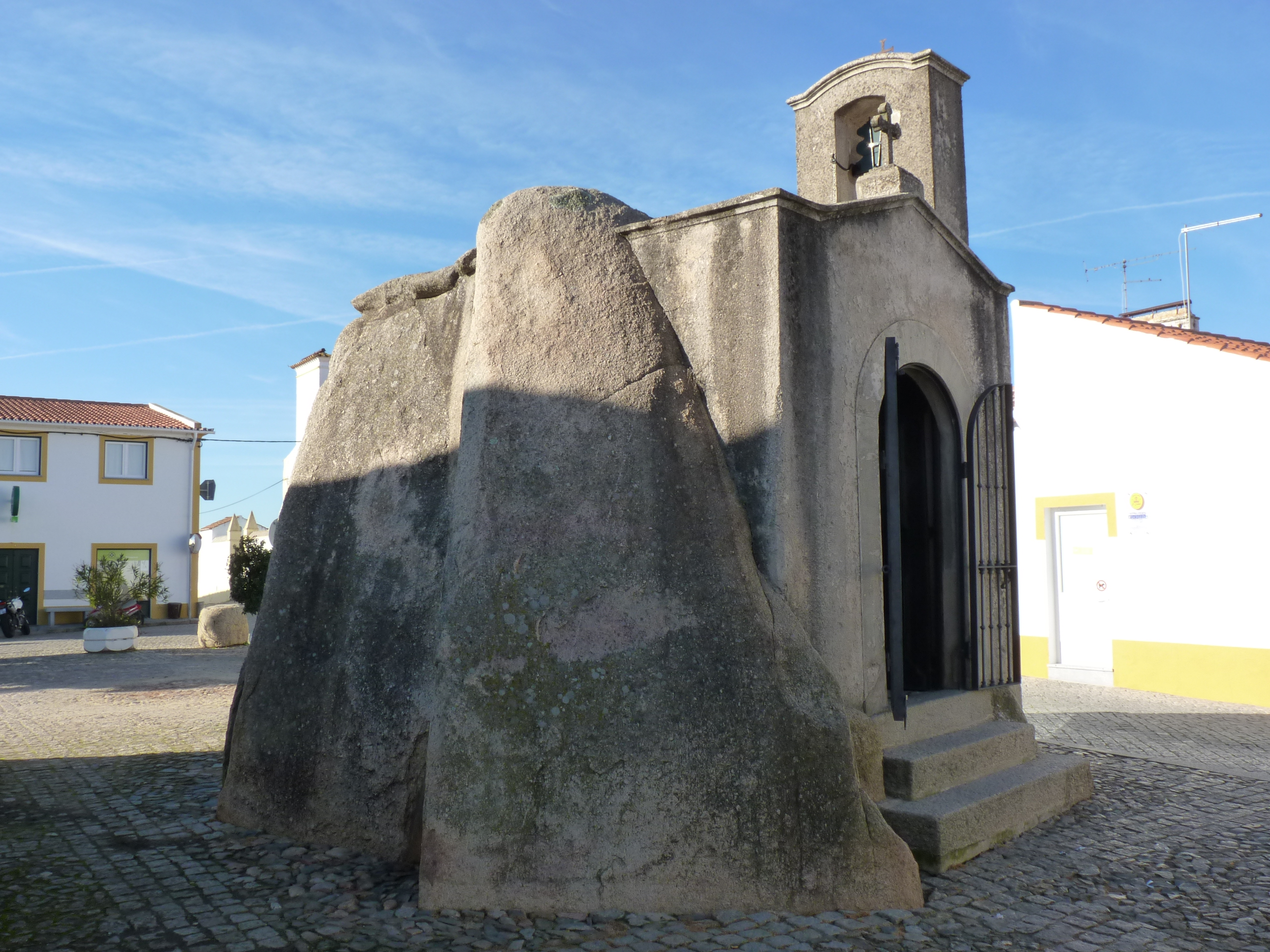
Anta de Pavia, kapel gebouwd met dolmens, Portugal

Een kapel is een christelijk kerkgebouw van meestal bescheiden afmetingen, of een onderdeel van een groter kerkgebouw dat als zelfstandige aanbiddingsruimte functioneert. Ook bedehuizen die eigendom zijn van individuele personen of instellingen kunnen aangeduid worden met de benaming kapel. Voorbeelden van die laatste categorie zijn: een slotkapel in een kasteel, een kloosterkapel in een klooster, een gevangeniskapel, een ziekenhuiskapel en een school- of universiteitskapel. De betekenis van het woord kan echter per land en per geloofsrichting sterk verschillen.

## Etymologie
Het woord kapel is afgeleid van het Latijnse cappa = mantel, verkleinwoord capella, en verwijst naar de mantel van Sint Maarten, bisschop van Tours (316-397). Sint Maarten gaf zijn halve mantel weg aan een arme, de halve mantel werd een relikwie en de ruimte waarin de mantel werd bewaard ging door metonymie capella of kapel heten. Vanaf de 7e eeuw werd kapel een naam voor een (klein) bedehuis.

## Kapellen in diverse religies

### Katholicisme

#### Rooms-Katholieke Kerk
In de Rooms-Katholieke Kerk wordt met kapel meestal een klein bedehuis aangeduid dat niet rechtstreeks valt onder verantwoordelijkheid van een pastoor. Een dergelijke kapel wordt over het algemeen niet voor missen gebruikt, wel voor individuele devotie. Een dergelijke kapel, vaak aangeduid als veldkapel of bedevaartkapel, is een plaats voor bezinning of godsvrucht en fungeert soms als een halteplaats bij processies. Veel kapellen zijn gebouwd op plaatsen waar een wonder zou zijn gebeurd. Sommige kapelletjes zijn gebouwd op een kapelberg. Sommige kapelletjes zijn zo klein dat men ze niet betreden kan en bevatten slechts een klein beeldje of een afbeelding in een nis.
Soms wordt ook een kerkgebouw dat (nog) geen volwaardige parochiekerk is aangeduid als kapel. In dat geval vinden er wel missen plaats. Zo'n kerk wordt echter niet door een pastoor maar door een kapelaan of rector bediend.

#### Oosters-orthodoxe kerken
In de Grieks-Orthodoxe Kerk is een kapel een kleine kerk waar slechts af en toe liturgische handelingen plaatsvinden met een beperkt aantal aanwezigen. Voor de Russisch-Orthodoxe Kerk is een kapel een heiligdom zonder altaar, waar dus geen missen kunnen worden opgedragen.

### Protestantisme
Protestantse christenen kennen geen kapellen in de zin van heiligdommen met beelden van heiligen. Het woord kapel wordt soms in algemene zin gebruikt voor een kerkgebouw of kerkzaal. In Nederland is dit ongebruikelijk. In Duitsland worden kerkgebouwen van de Evangelisch-Lutherse Kerk van kleine gemeenten die een predikant delen met andere gemeenten, Kapelle genoemd. Bij de Freikirche werden vroeger alle kerkgebouwen Kapelle genoemd, waarmee men zich onderscheidde van de staatskerk. Inmiddels worden de termen Kirche of Gemeindezentrum meer gebruikt. In het Verenigd Koninkrijk worden kerkgebouwen van de Anglicaanse Kerk aangeduid met church. Ter onderscheiding noemen sommige niet-anglicaanse kerkgenootschappen (nonconformist) hun bedehuizen chapels.

## Soorten kapellen

### Zijkapel, straalkapel, doopkapel
Met de aanduiding kapel wordt in dit artikel een vrijstaand bouwwerk bedoeld, maar de term kan ook betrekking hebben op een bouwkundig onderdeel van een kerk of kathedraal. Een doopkapel of baptisterium kan zowel onderdeel van een kerkgebouw als een vrijstaand gebouw zijn.

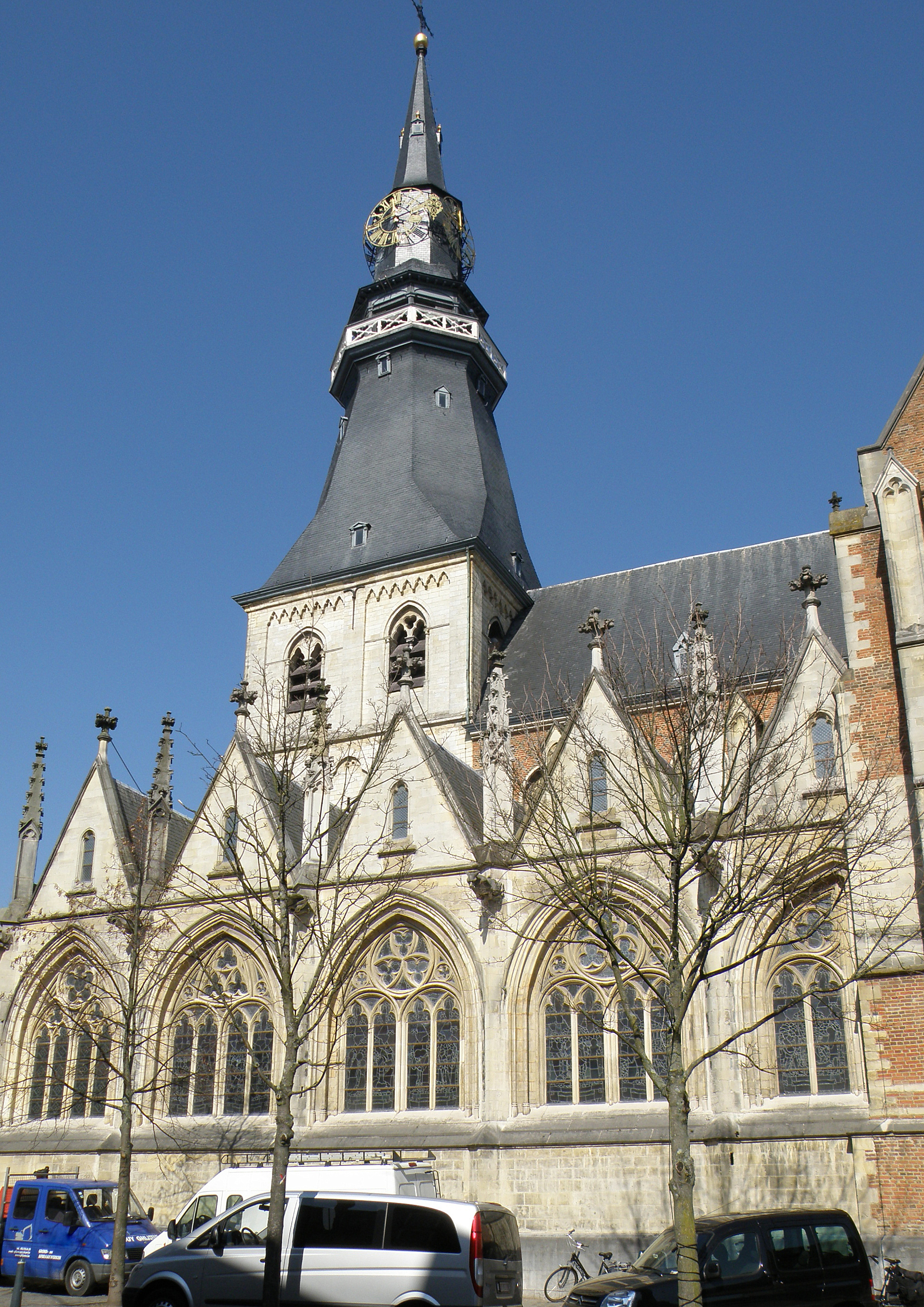
Zijkapellen St-Quintinus-kathedraal, Hasselt
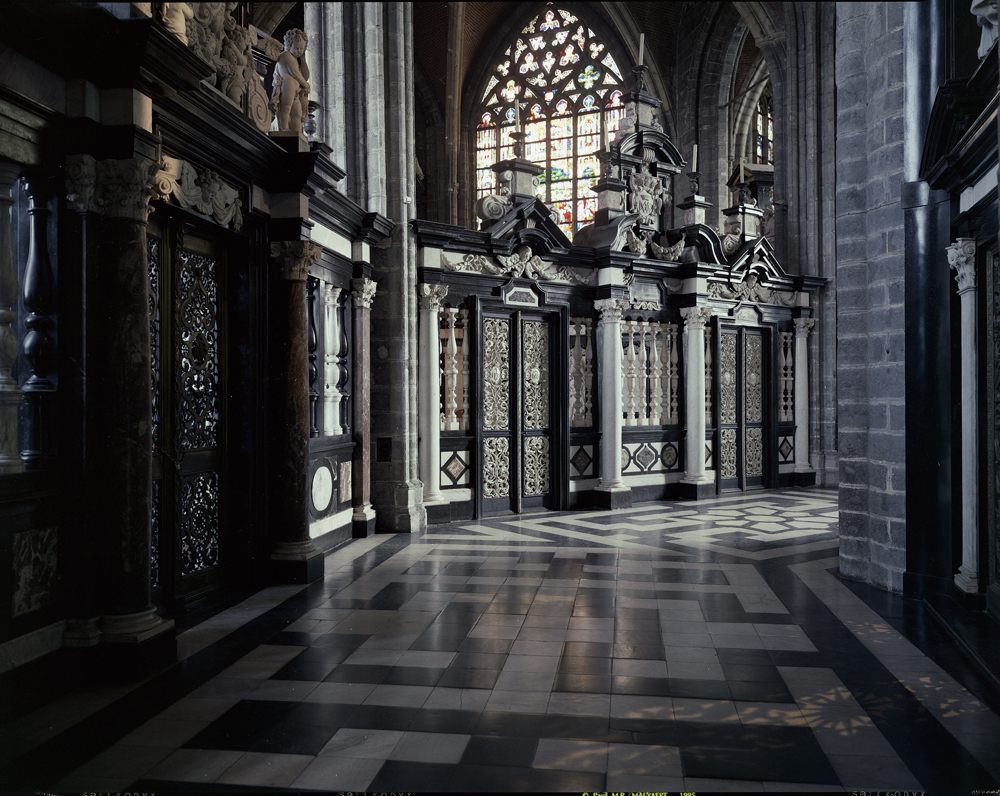
Straalkapellen, Sint-Baafskathedraal, Gent
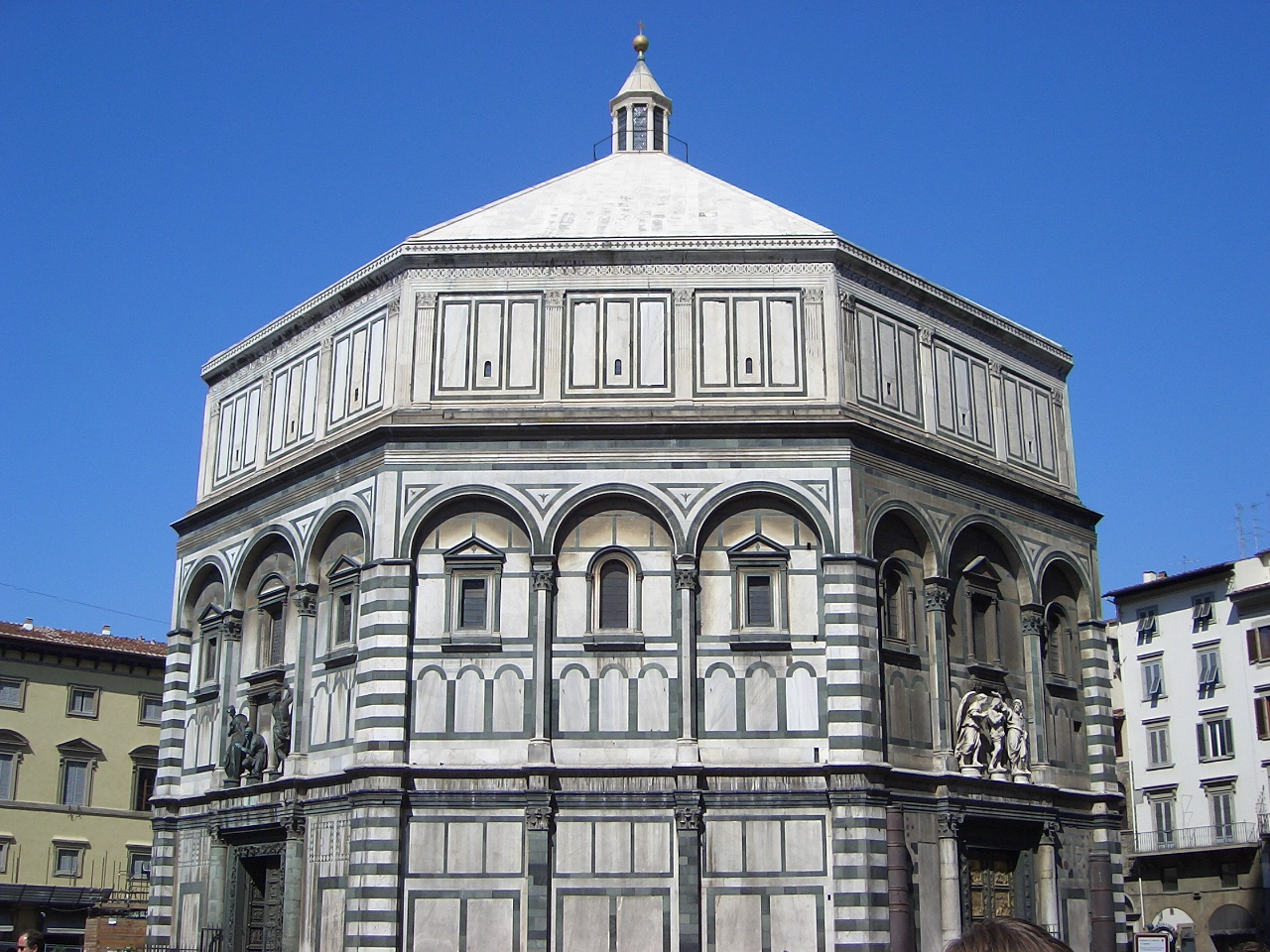
Baptisterium van de dom van Florence
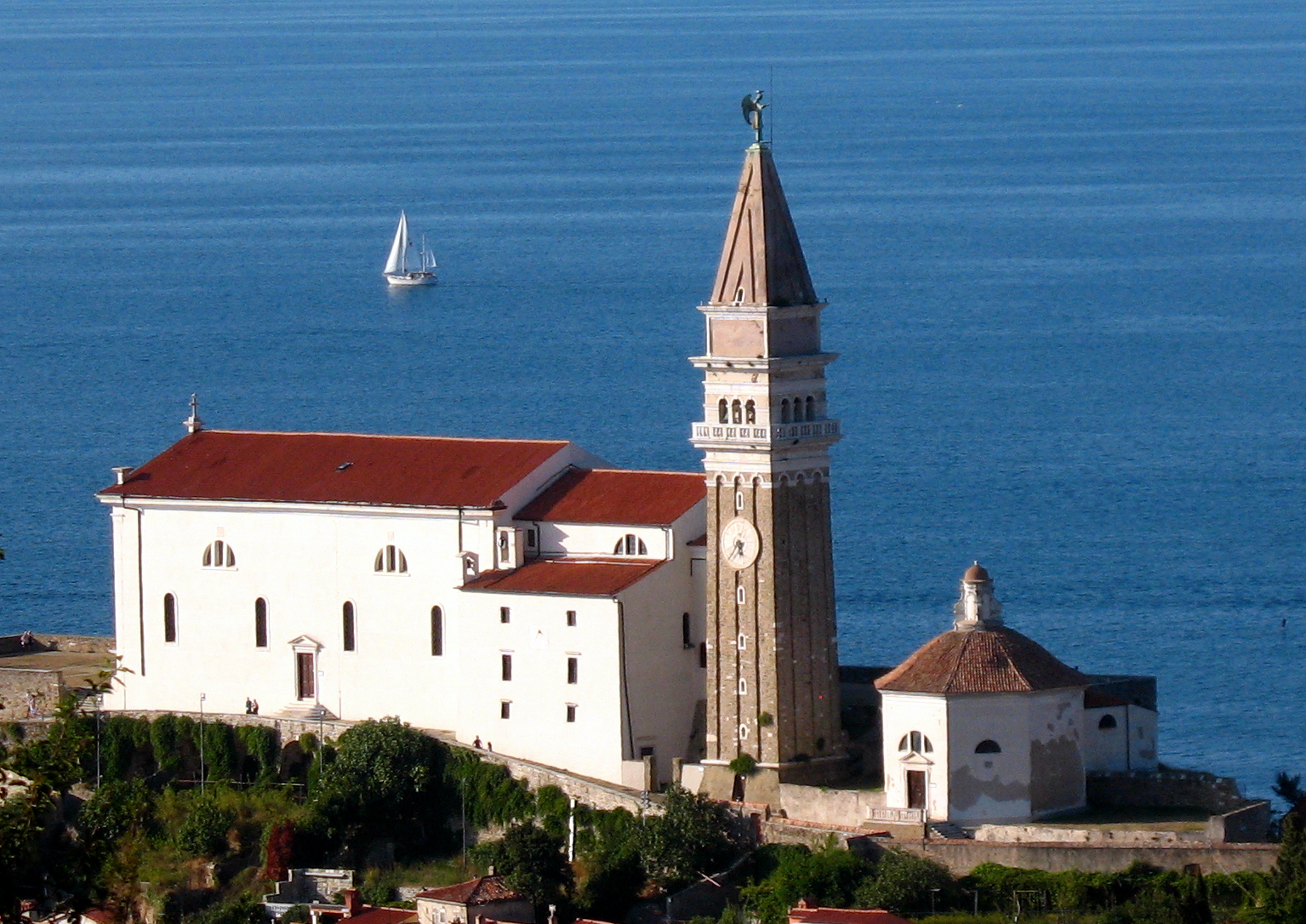
Kerk en baptisterium van Piran

### Slotkapel, hofkapel
Een slot-, paleis- of hofkapel is een gebedsruimte in een kasteel of paleis. Het kan zowel een vrijstaande als een inpandige kapel betreffen.
In de middeleeuwen gold in het koninklijk paleis de kapel als de meest geheiligde plaats. Ze stond symbool voor de plek waar zowel de wereldlijke als religieuze macht van de vorst werd uitgeoefend. Gaandeweg kopieerden leenheren dat patroon en richtten op hun domeinen ook een kapel in.

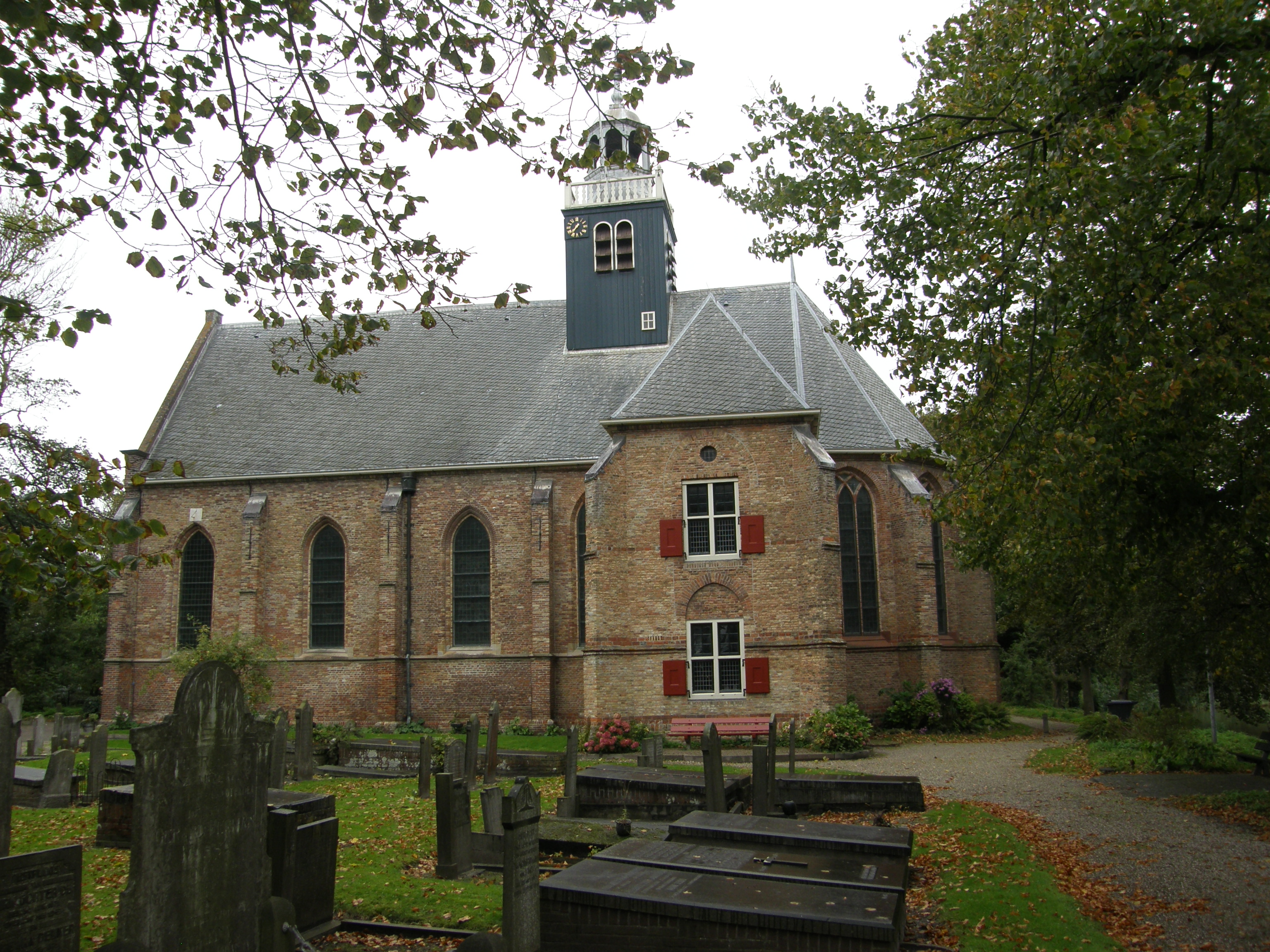
Slotkapel Egmond aan den Hoef
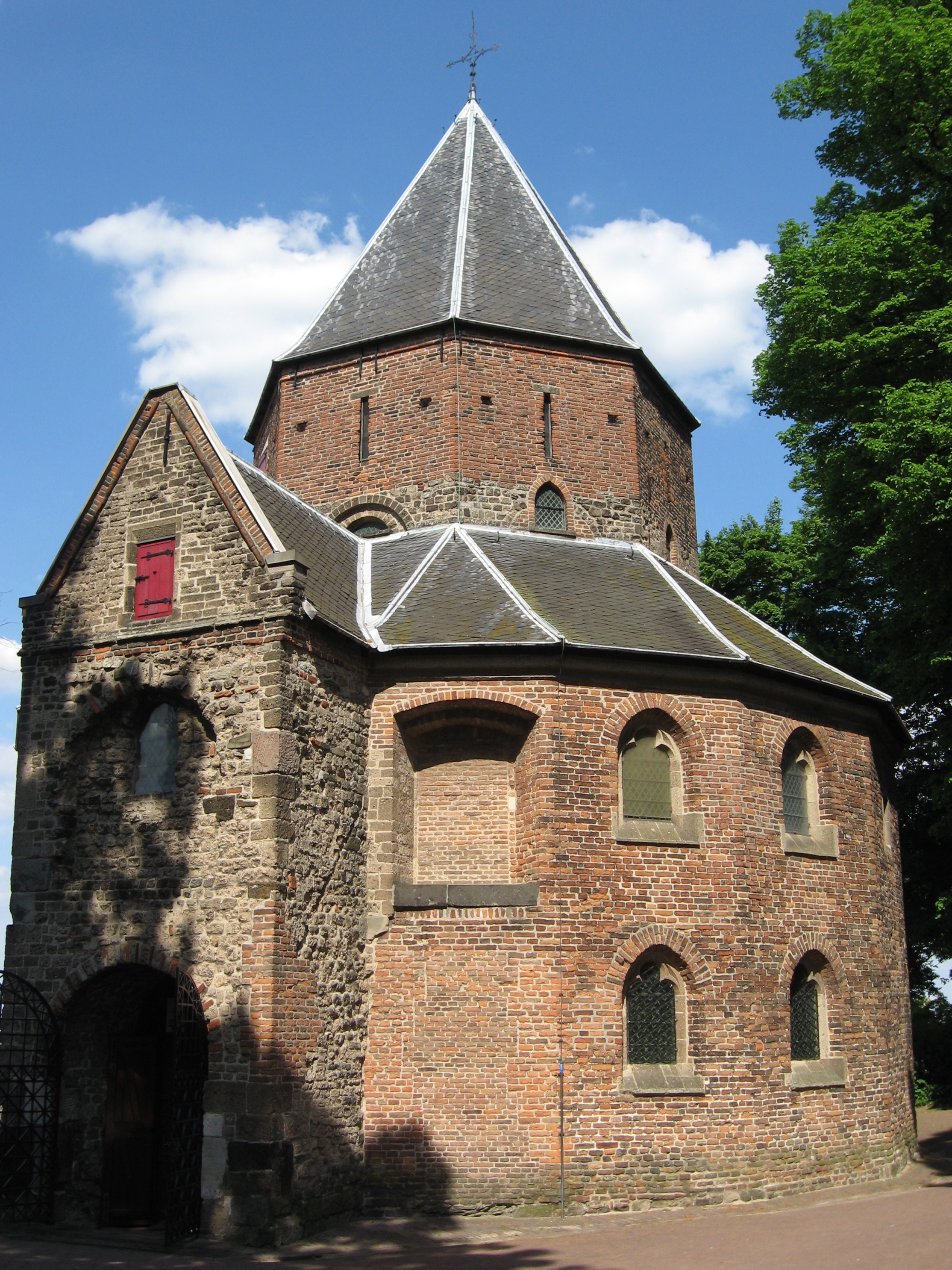
Valkhofkapel, Nijmegen
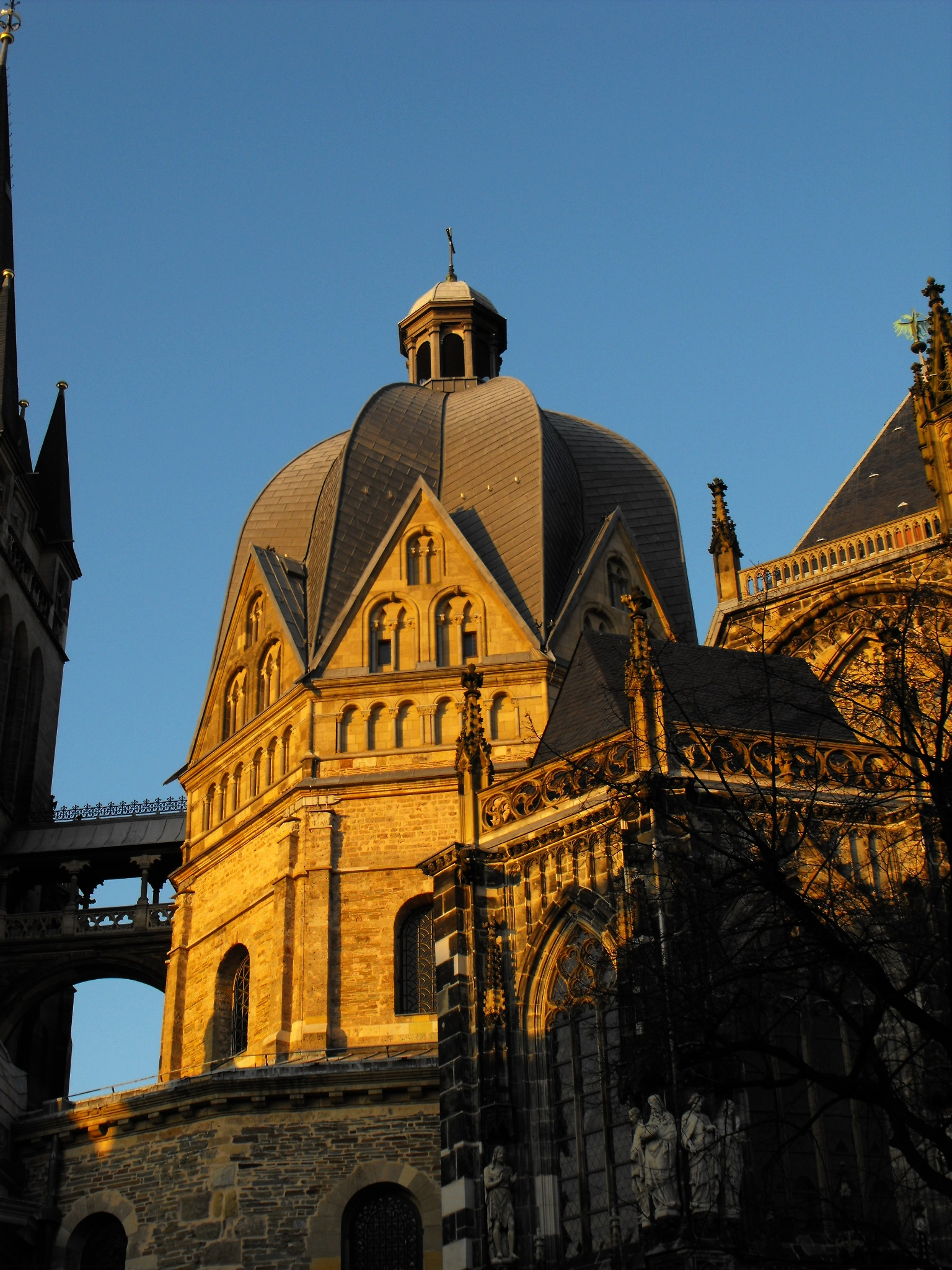
Paltskapel, Aken
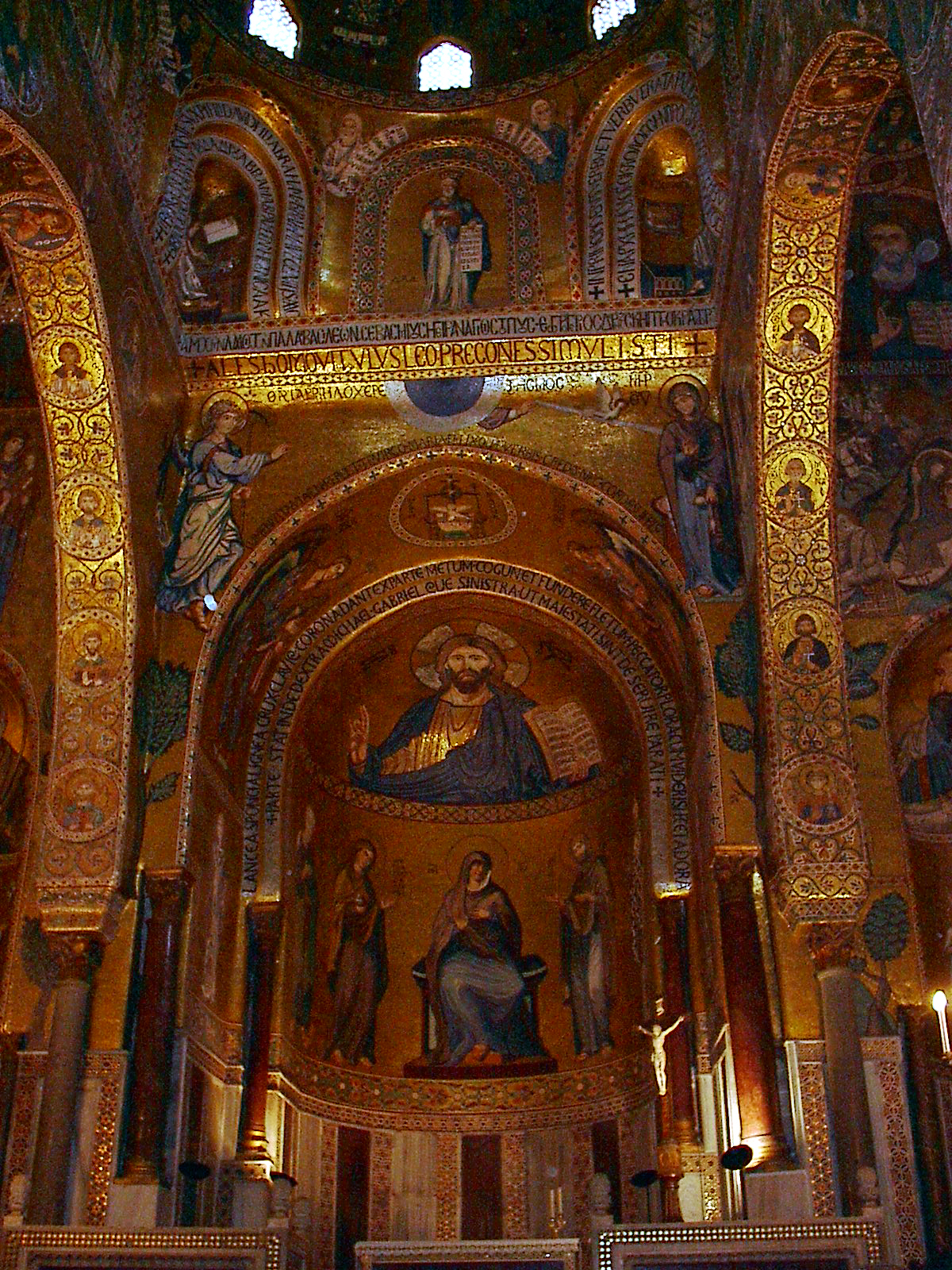
Kapel Palazzo dei Normanni, Palermo

### Kloosterkapel
Een kloosterkapel of -kerk is de belangrijkste ruimte in een klooster. Kloosterkapellen kunnen behoorlijk groot zijn, soms met de afmetingen van een forse kerk. In een kloosterkapel wordt dagelijks de mis gelezen en de sacramenten bedeeld. Een kloosterkapel is primair bedoeld voor de kloostergemeenschap, maar is meestal ook voor andere belangstellenden toegankelijk. Soms is het gedeelte voor de kloosterzusters of -broeders afgescheiden van dat voor de andere bezoekers, zoals bij een dubbelkapel.

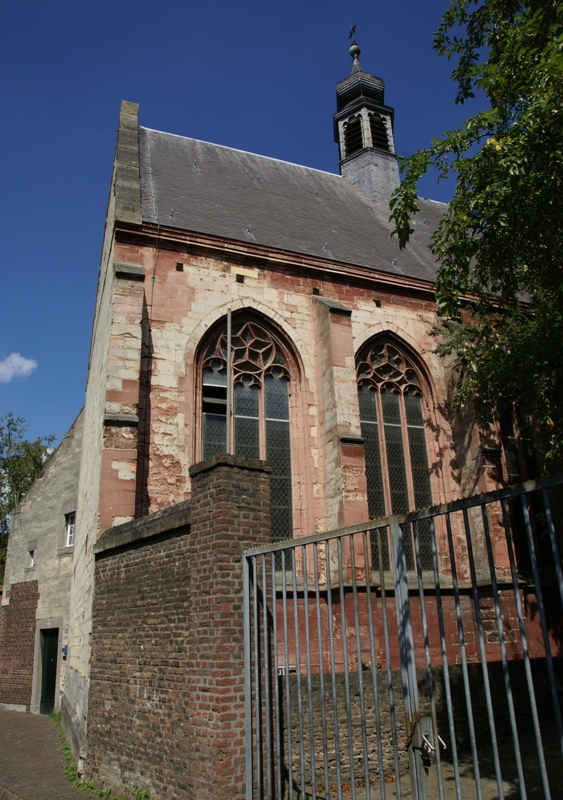
Cellebroederskapel, Maastricht
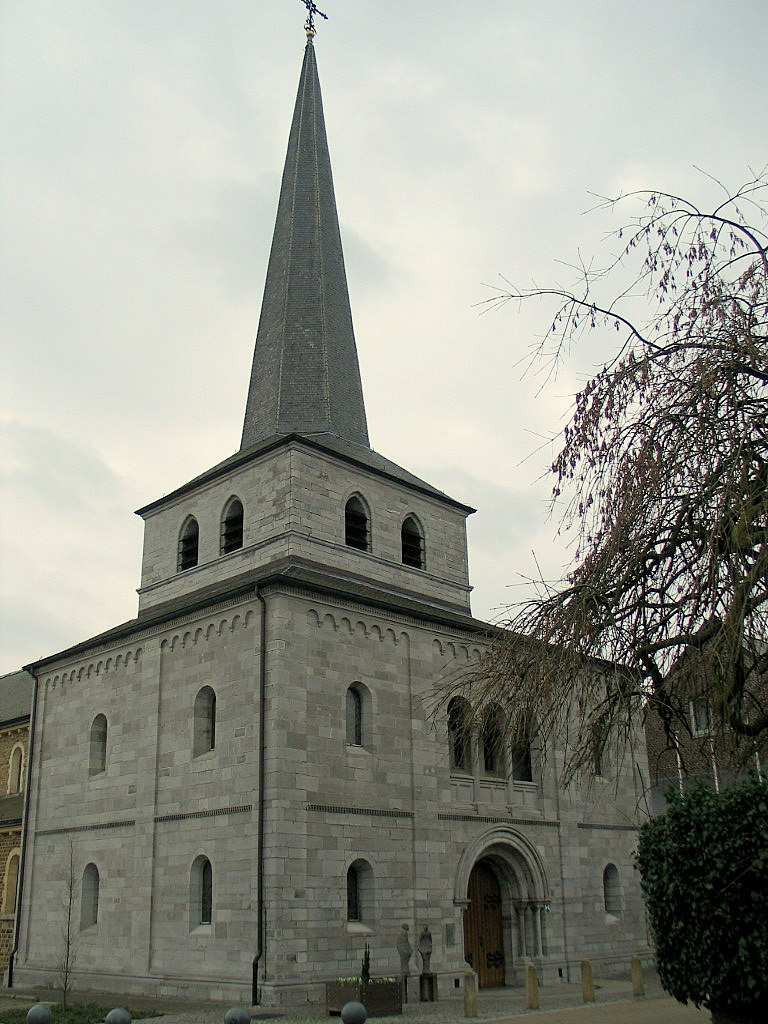
Sint-Annakerk, abdij van Aldeneik
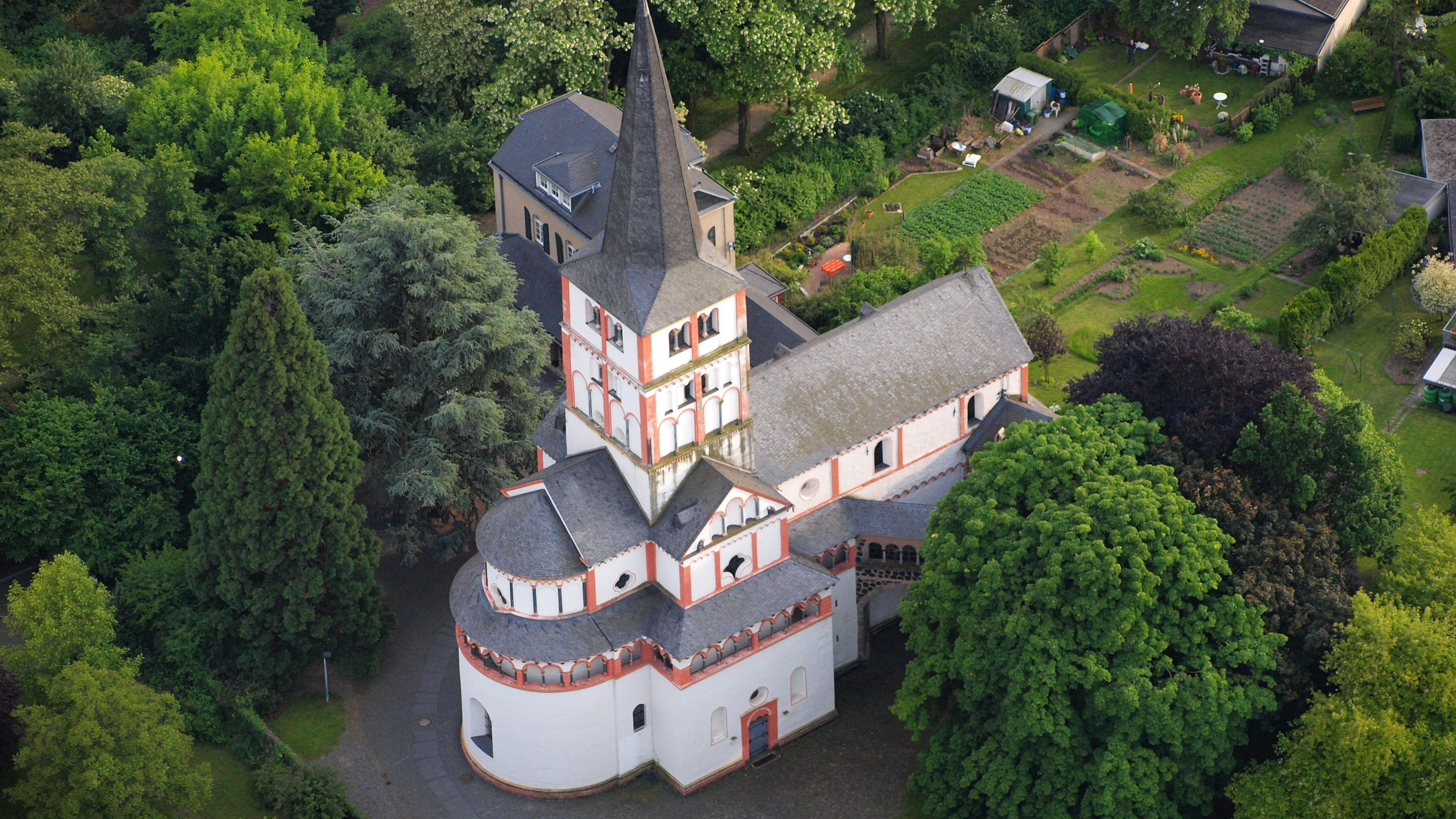
Sint-Clemenskerk, Bonn-Schwarzrheindorf
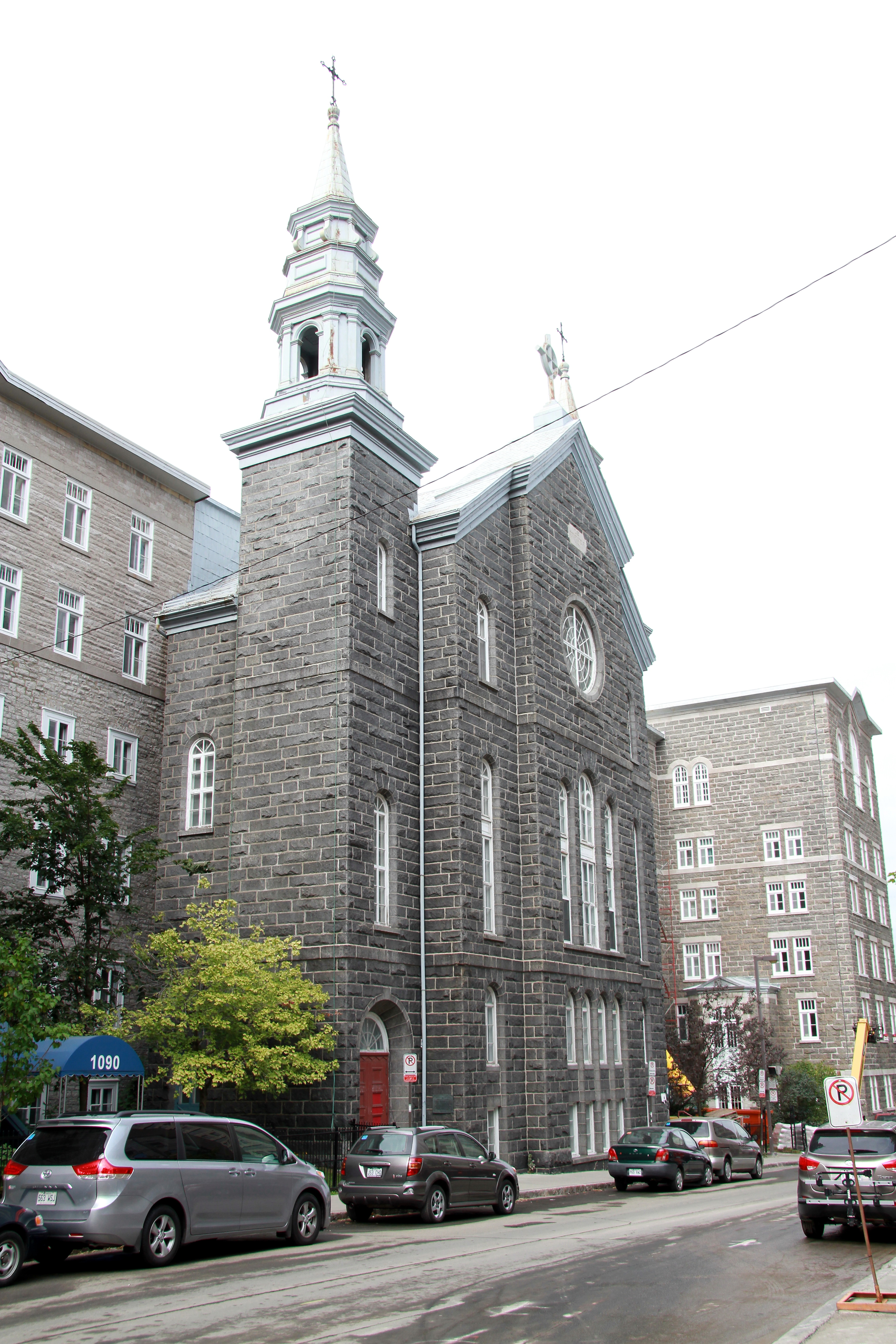
Kloosterkapel Soeurs du Bon Pasteur, Quebec

### Instellingskapel
Sommige instellingen zoals scholen, universiteiten, ziekenhuizen, gevangenissen en kazernes beschikken over een eigen kapel of gebedsruimte. Soms wordt een instellingskapel door meerdere geloofsgemeenschappen gebruikt (bijvoorbeeld katholiek en protestants), waardoor de inrichting zo neutraal mogelijk wordt gehouden. Bekende universiteitskapellen zijn de college chapels van de universiteiten van Oxford en Cambridge. In Engeland en Duitsland zijn ook diverse leprozenkapellen bewaard gebleven, vroeger onderdeel van een leprozenhospitaal.

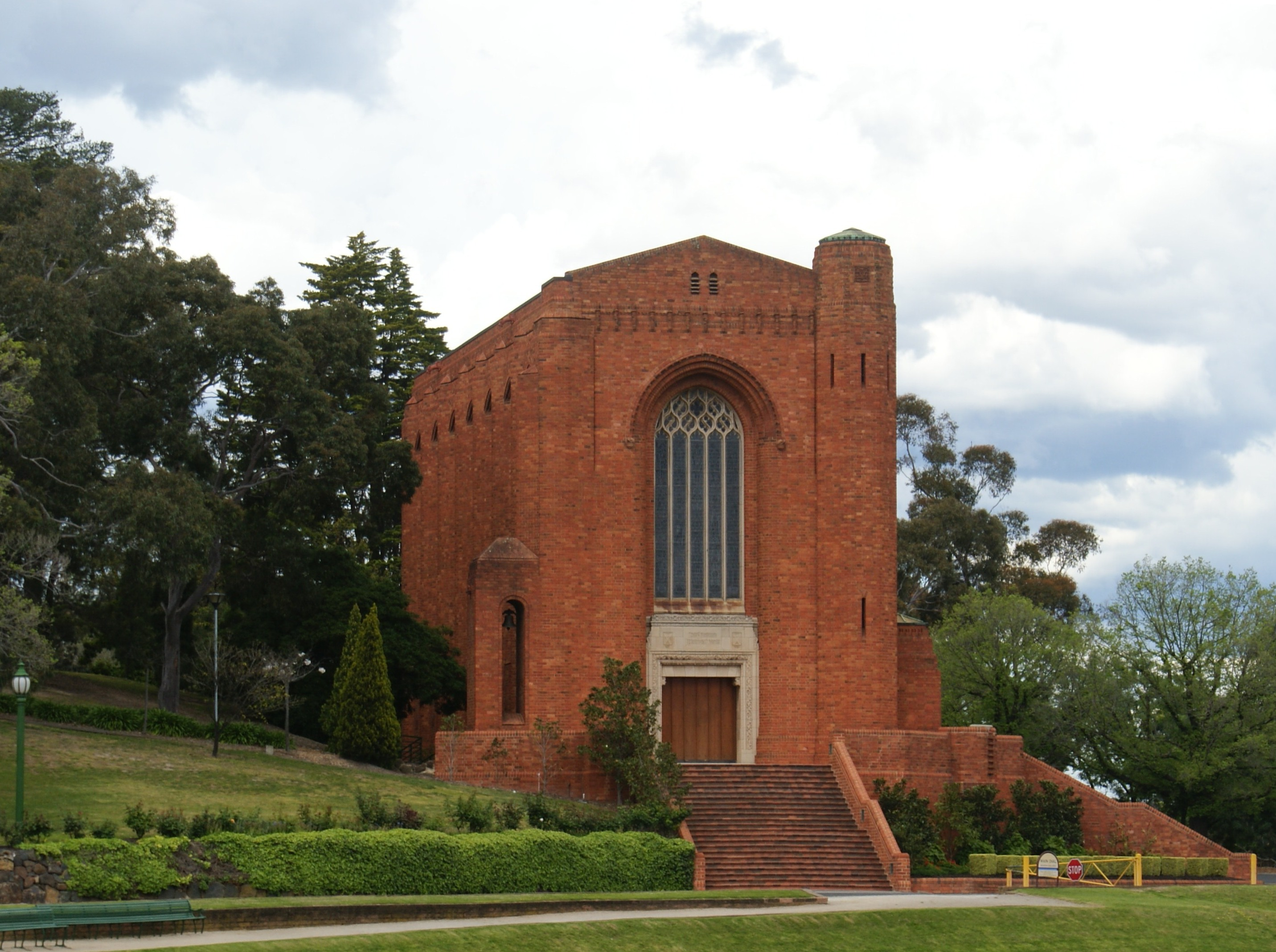
Schoolkapel Scotch College, Melbourne
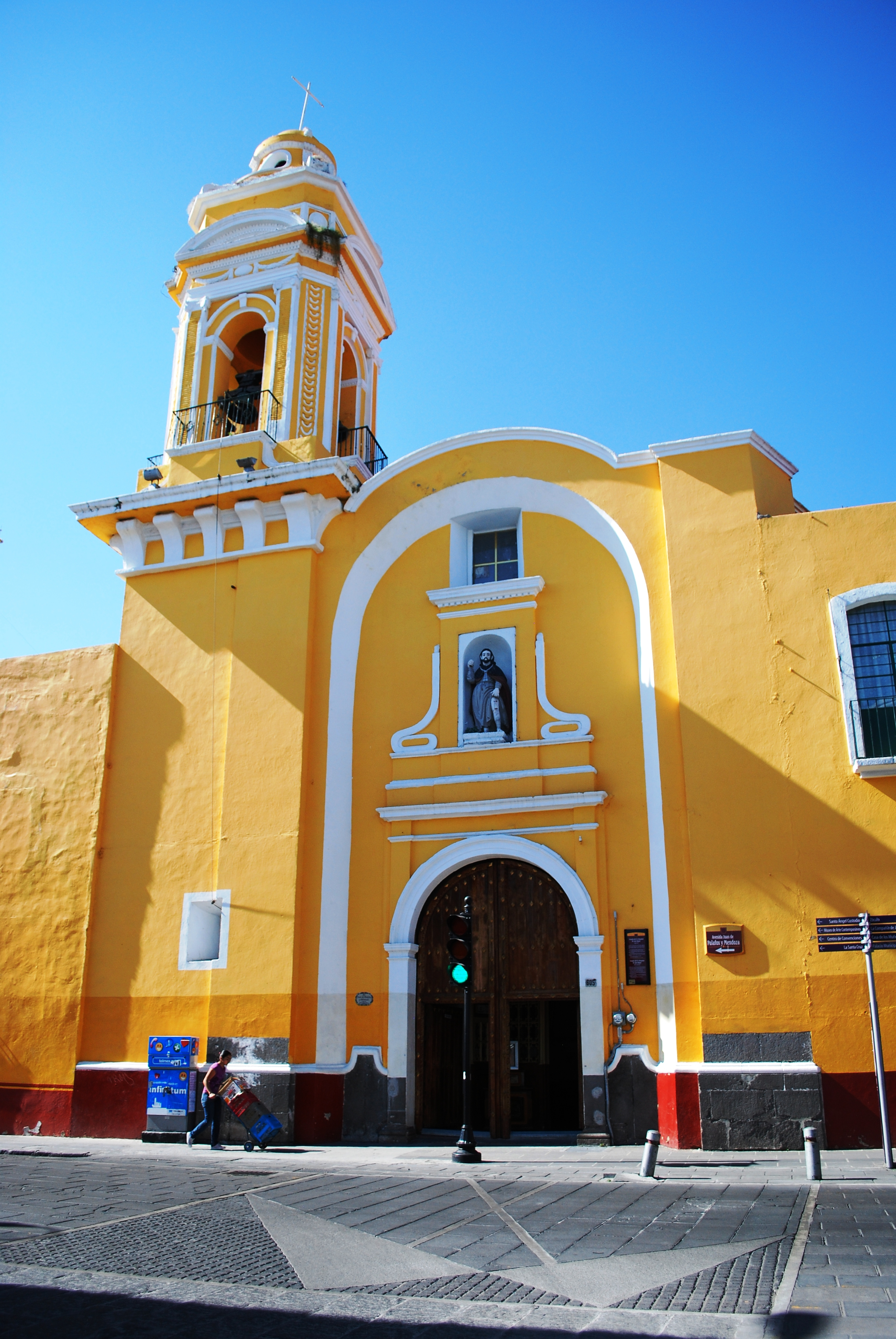
Ziekenhuiskapel, Puebla, Mexico
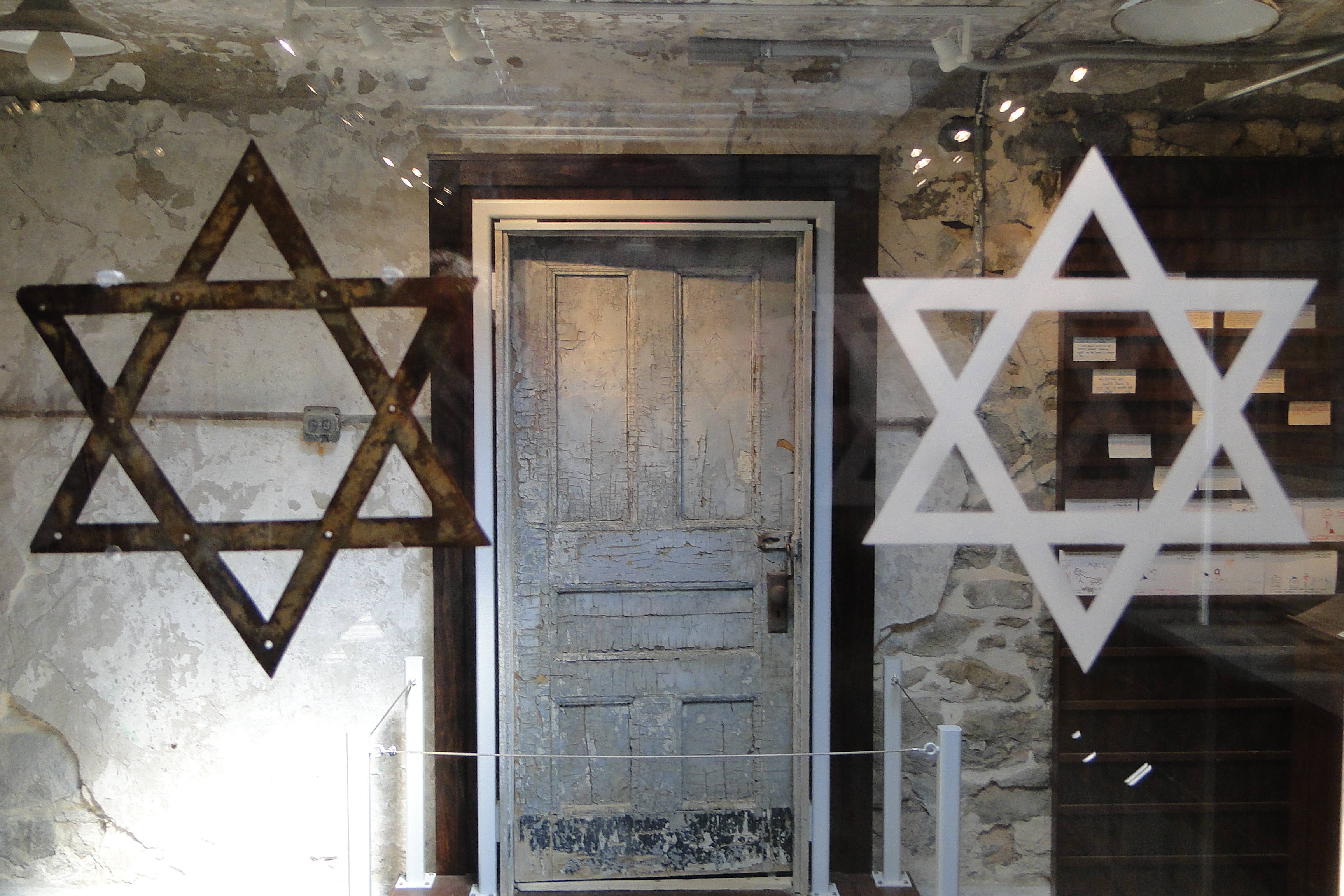
Gevangeniskapel, Philadelphia
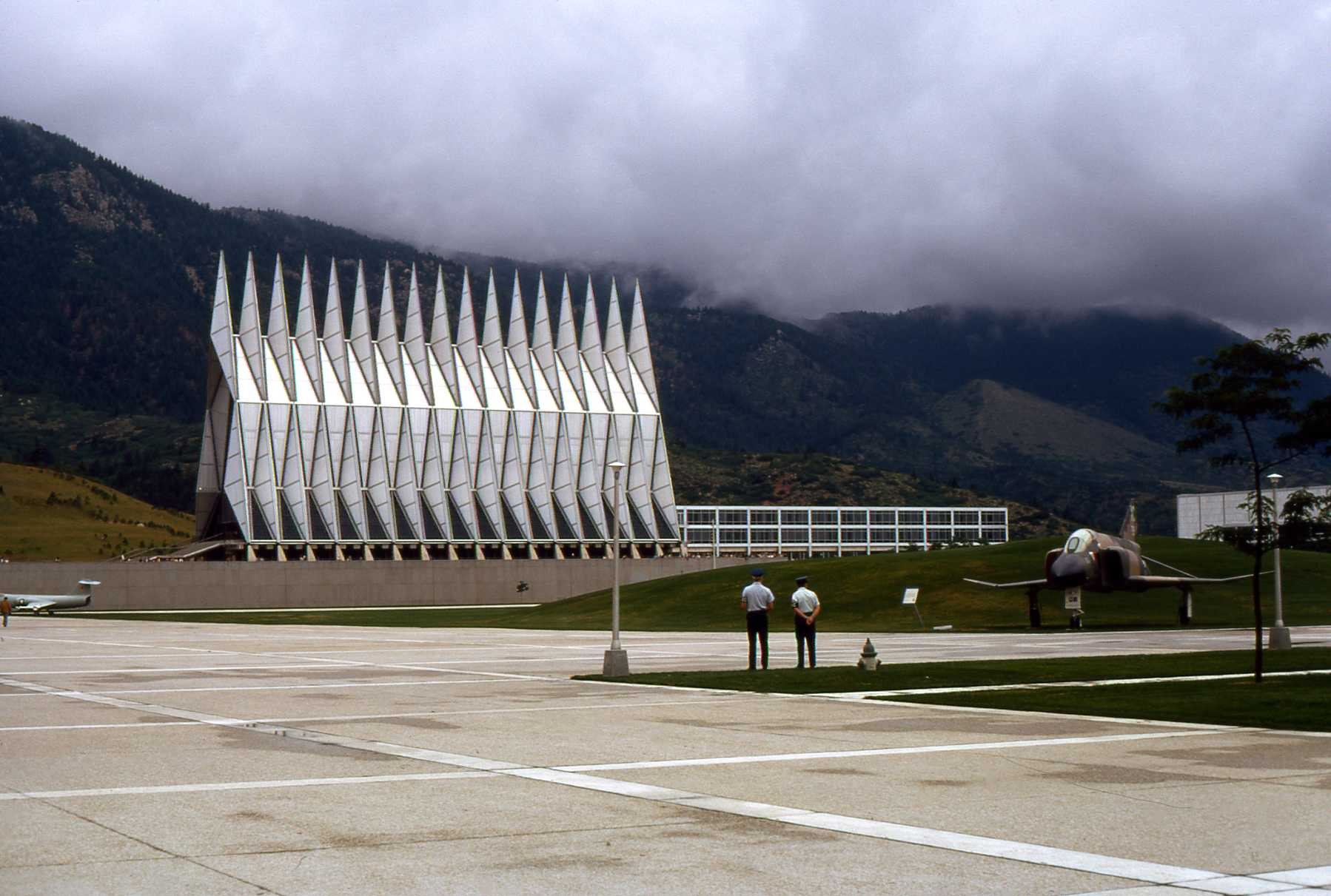
Kapel luchtmachtbasis USAF, Colorado

### Huwelijkskapel
Huwelijkskapellen zijn een typisch Amerikaans verschijnsel en zijn met name in Las Vegas in groten getale te vinden.

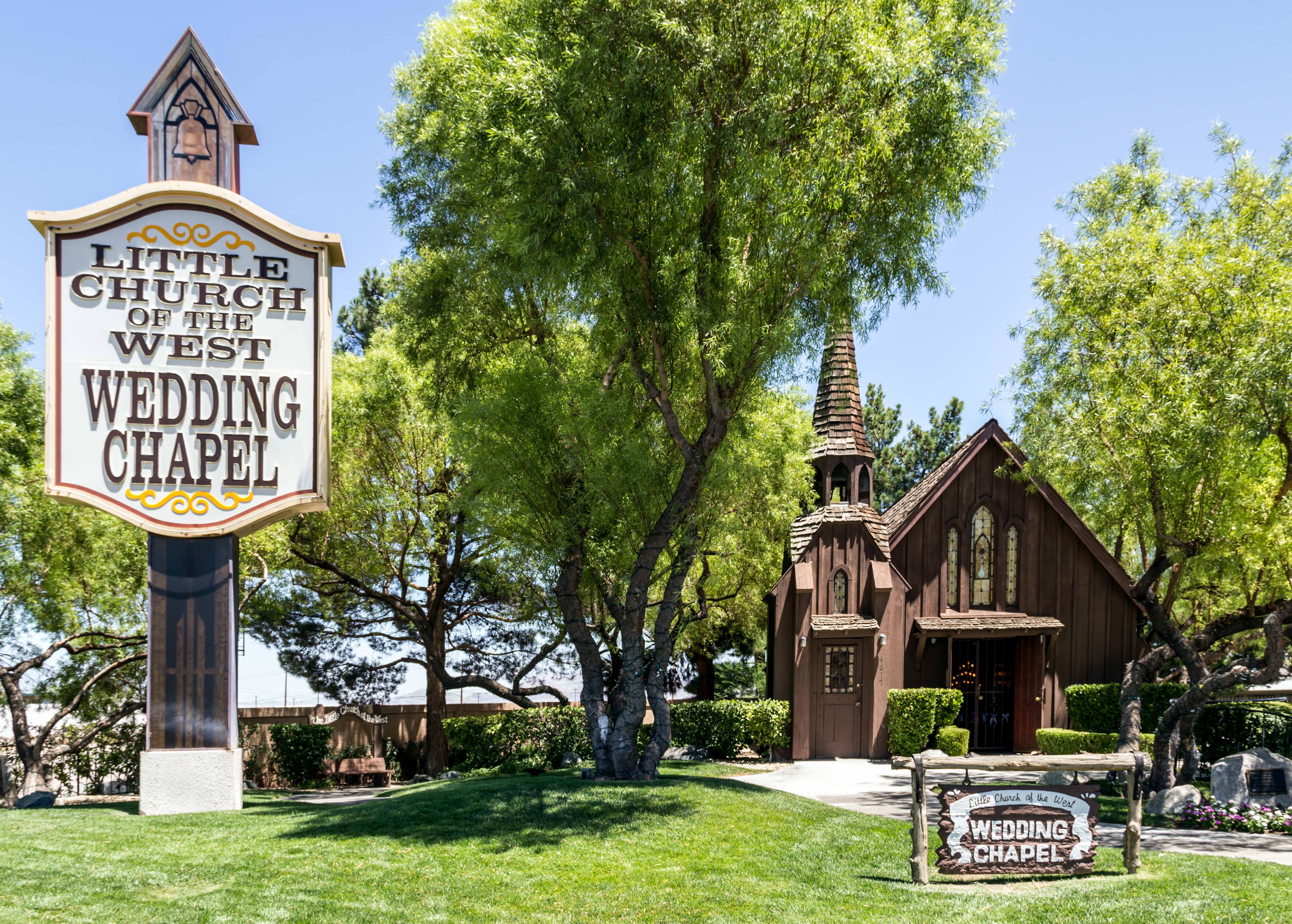
Las Vegas
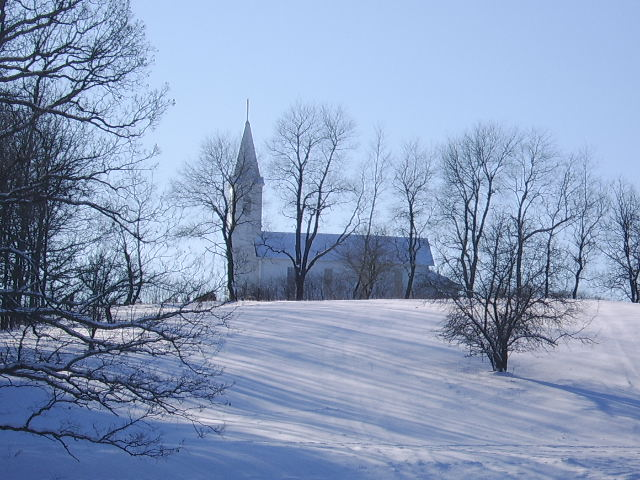
Apple River (Illinois)
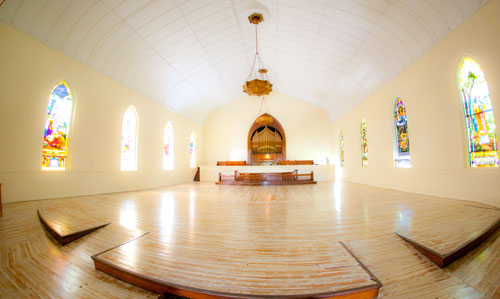
Homohuwelijkskapel, New York
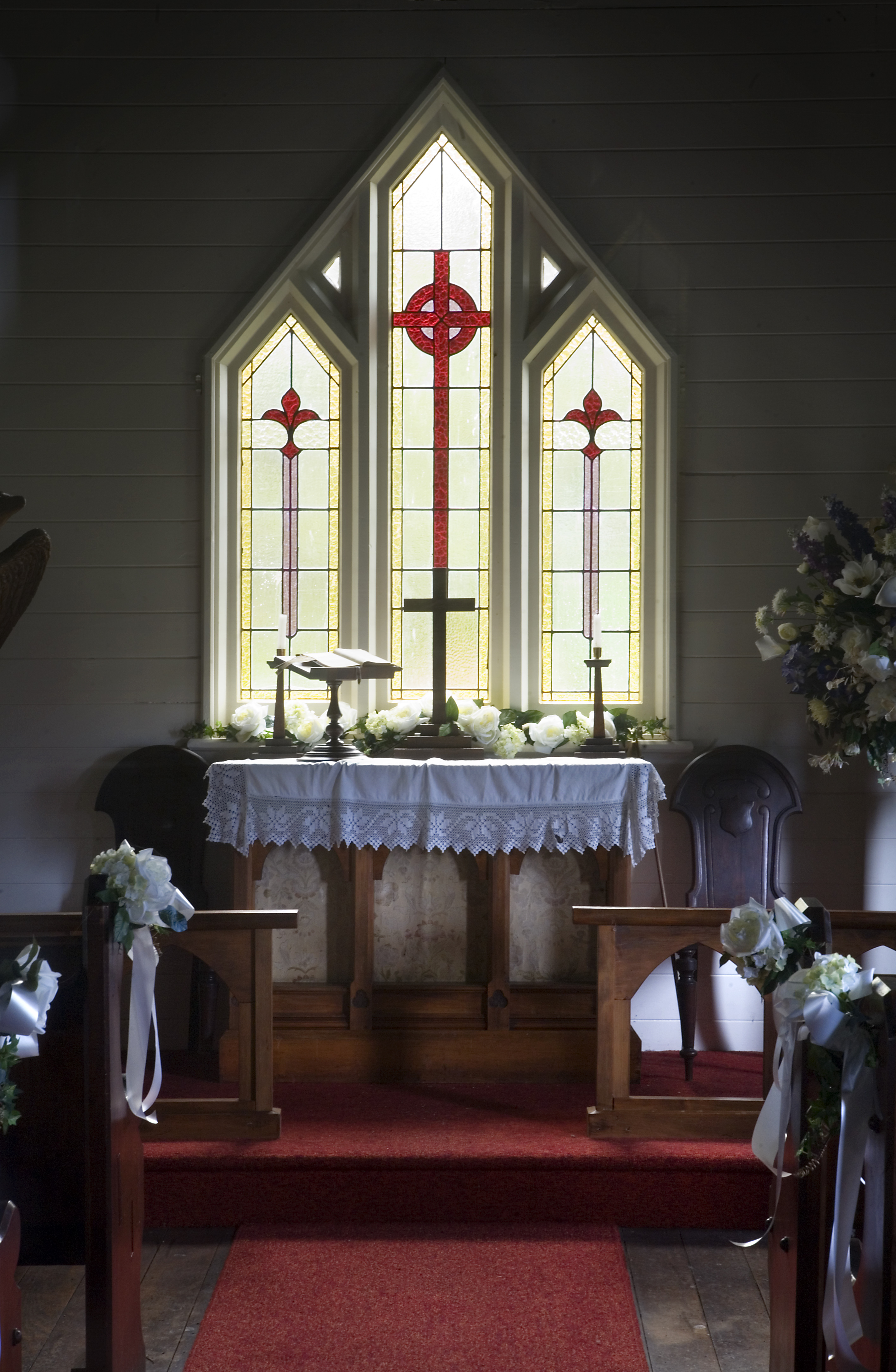
Auckland (Nieuw-Zeeland)

### Rouwkapel
Een rouwkapel is een kapel die zich op een begraafplaats of bij een uitvaartcentrum of crematorium bevindt en waar uitvaartplechtigheden plaatsvinden. Een rouwkapel op een begraafplaats wordt meestal kerkhofkapel genoemd.

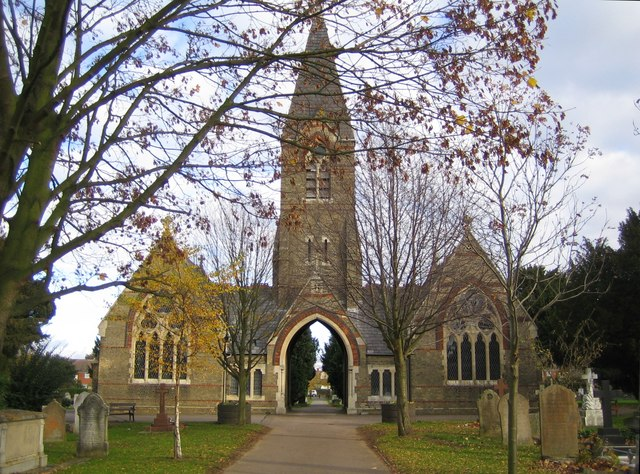
Kerkhofkapel, Biggleswade, Engeland
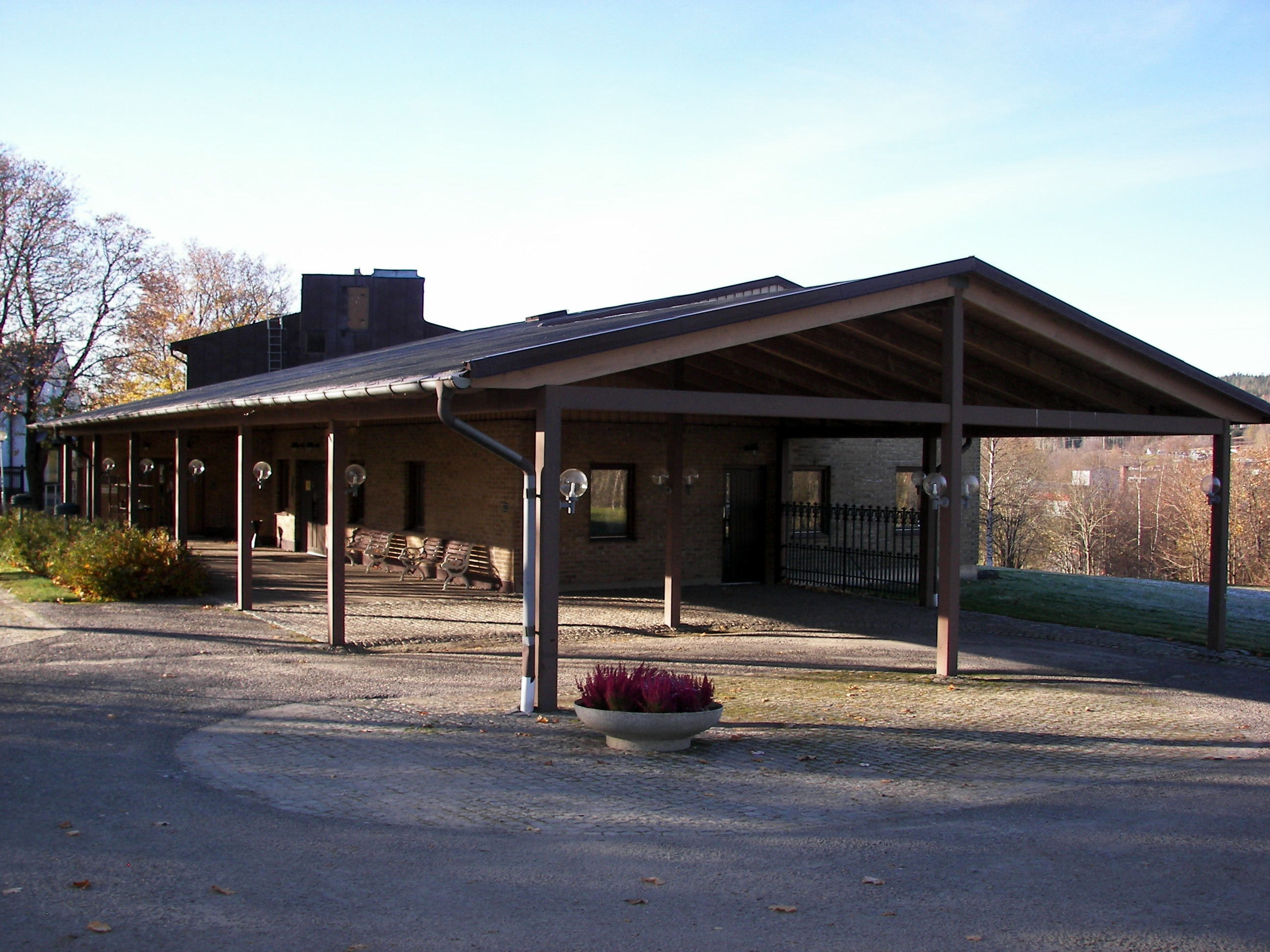
Rouwkapel, Sundsbruk, Zweden
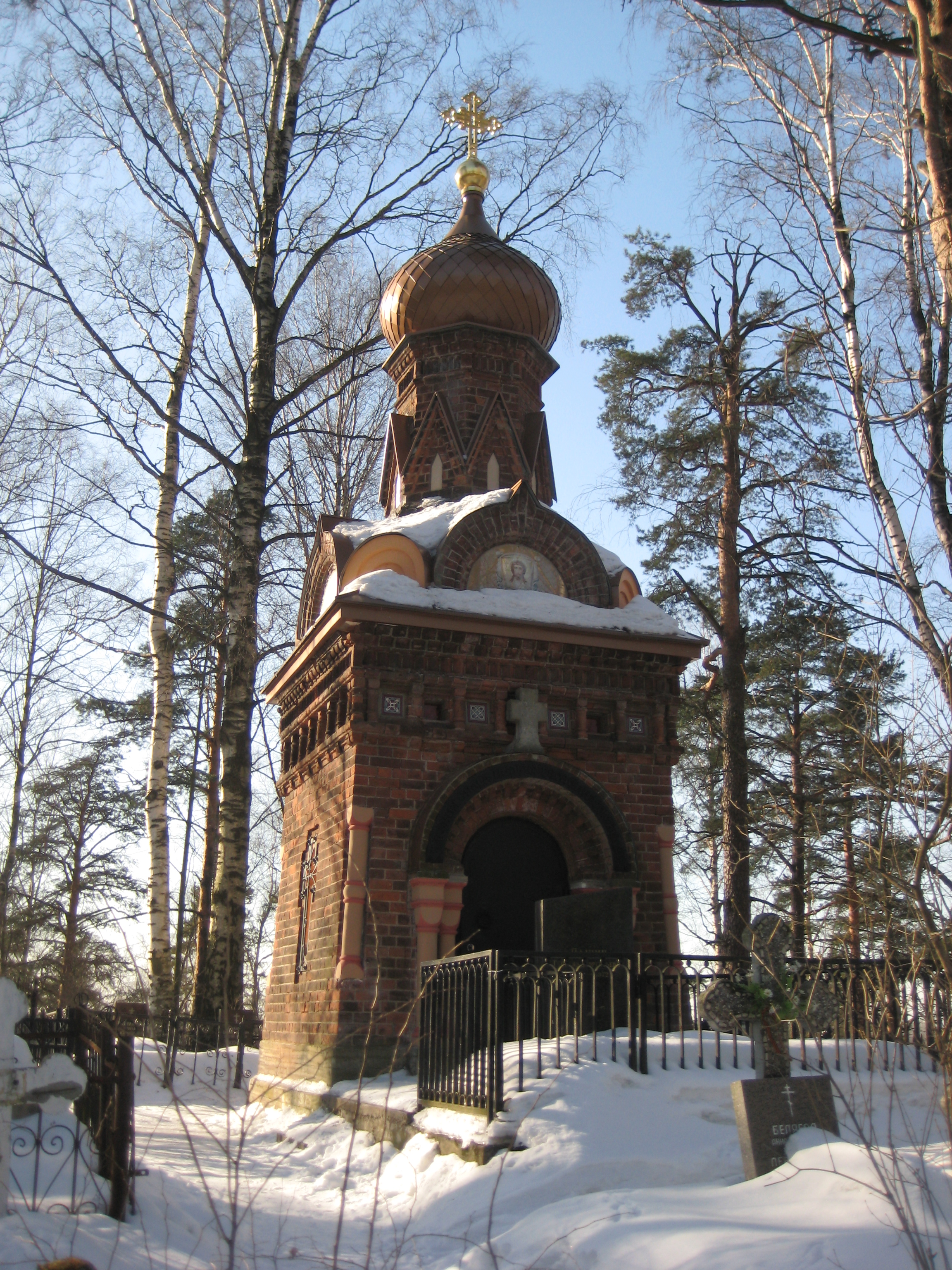
Kerkhofkapel, Sint-Petersburg
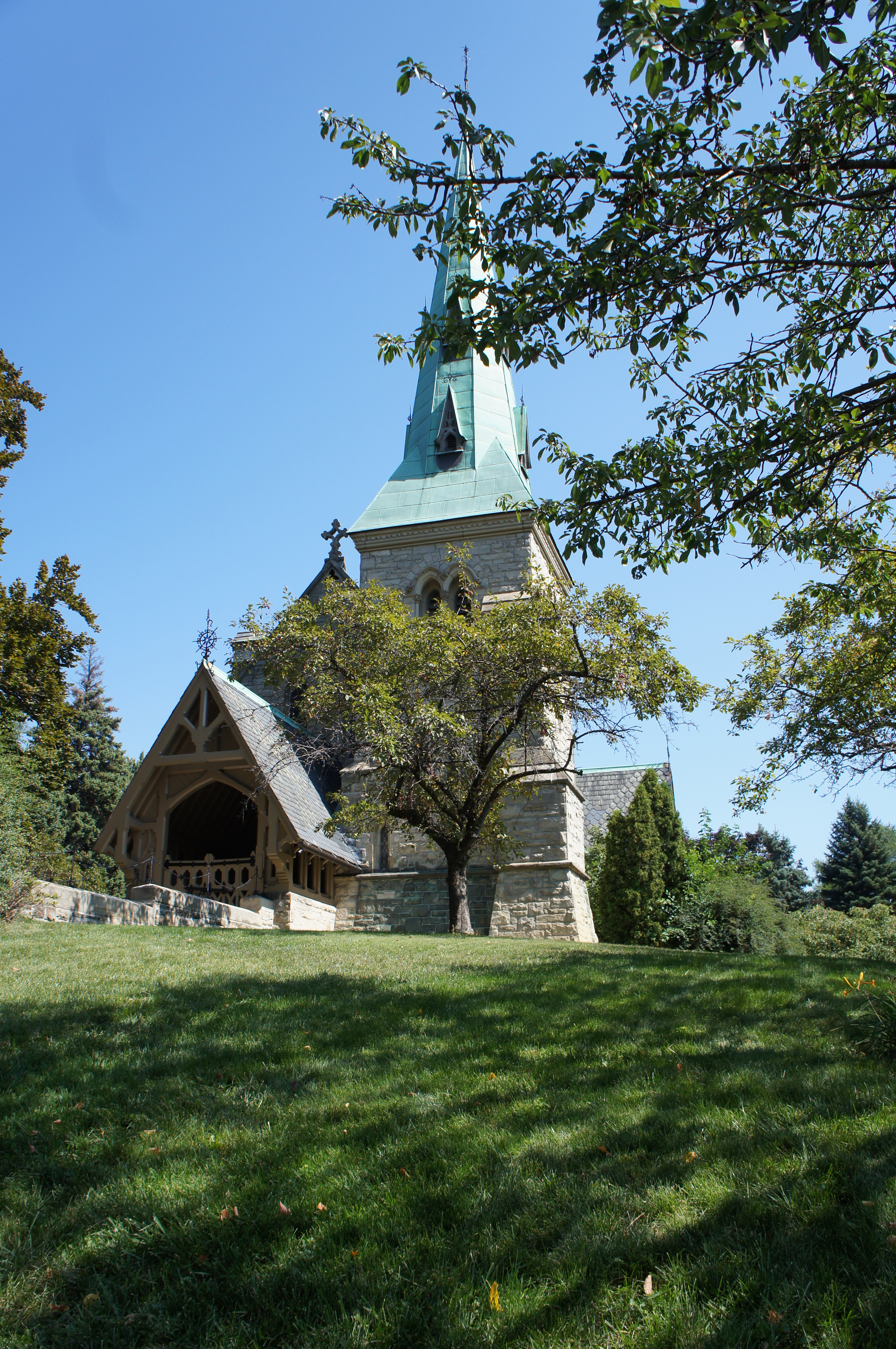
Kerkhofkapel, Toronto, Canada

### Grafkapel
Een grafkapel is een monumentaal graf waarvan het bovengrondse deel de vorm van een kerk of kapel heeft. Een grafmonument met een zekere allure wordt een mausoleum genoemd. Niet alle mausolea echter hebben de vorm of functie van een kapel.

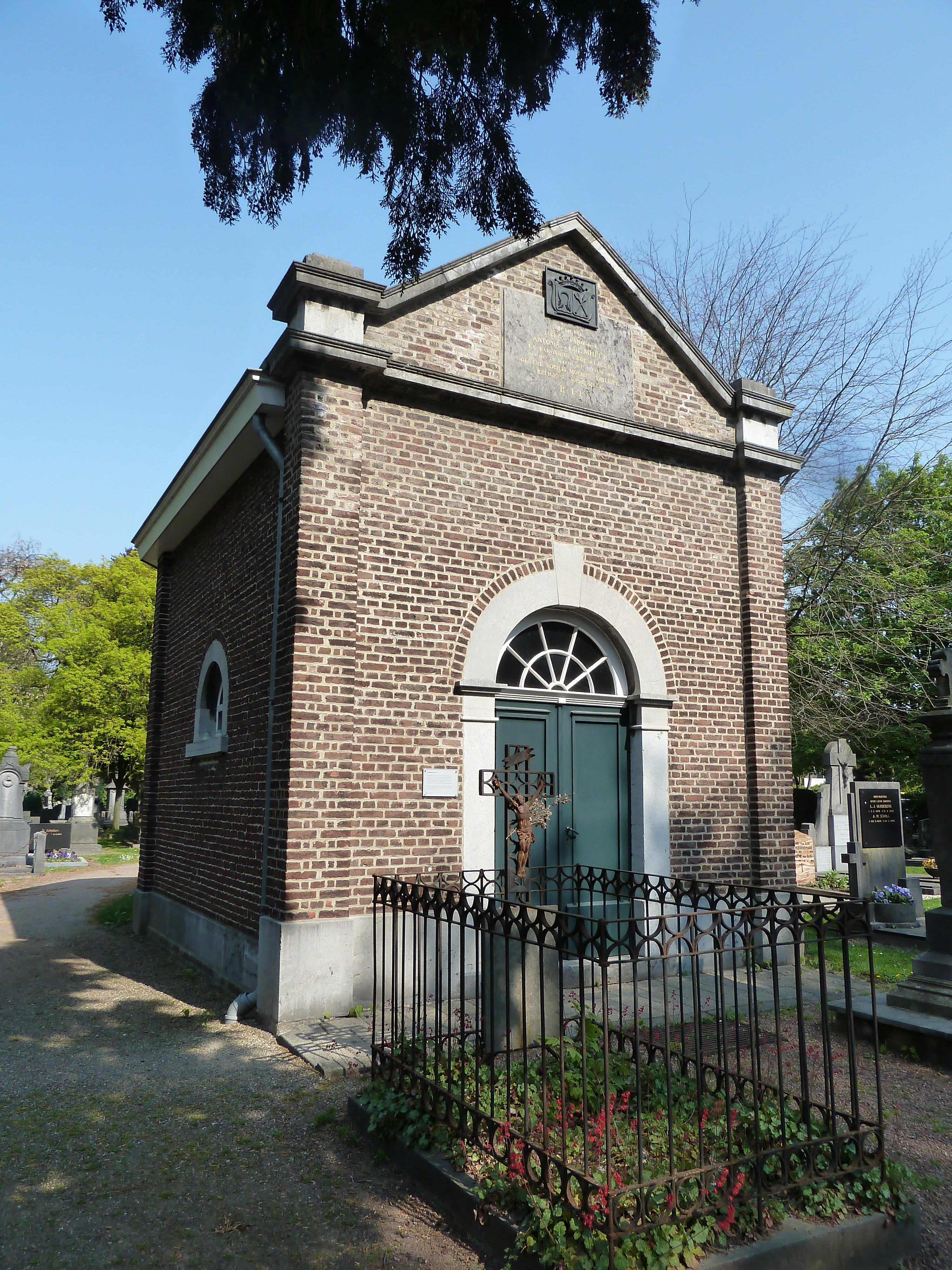
Grafkapel De Loë, Heerlen
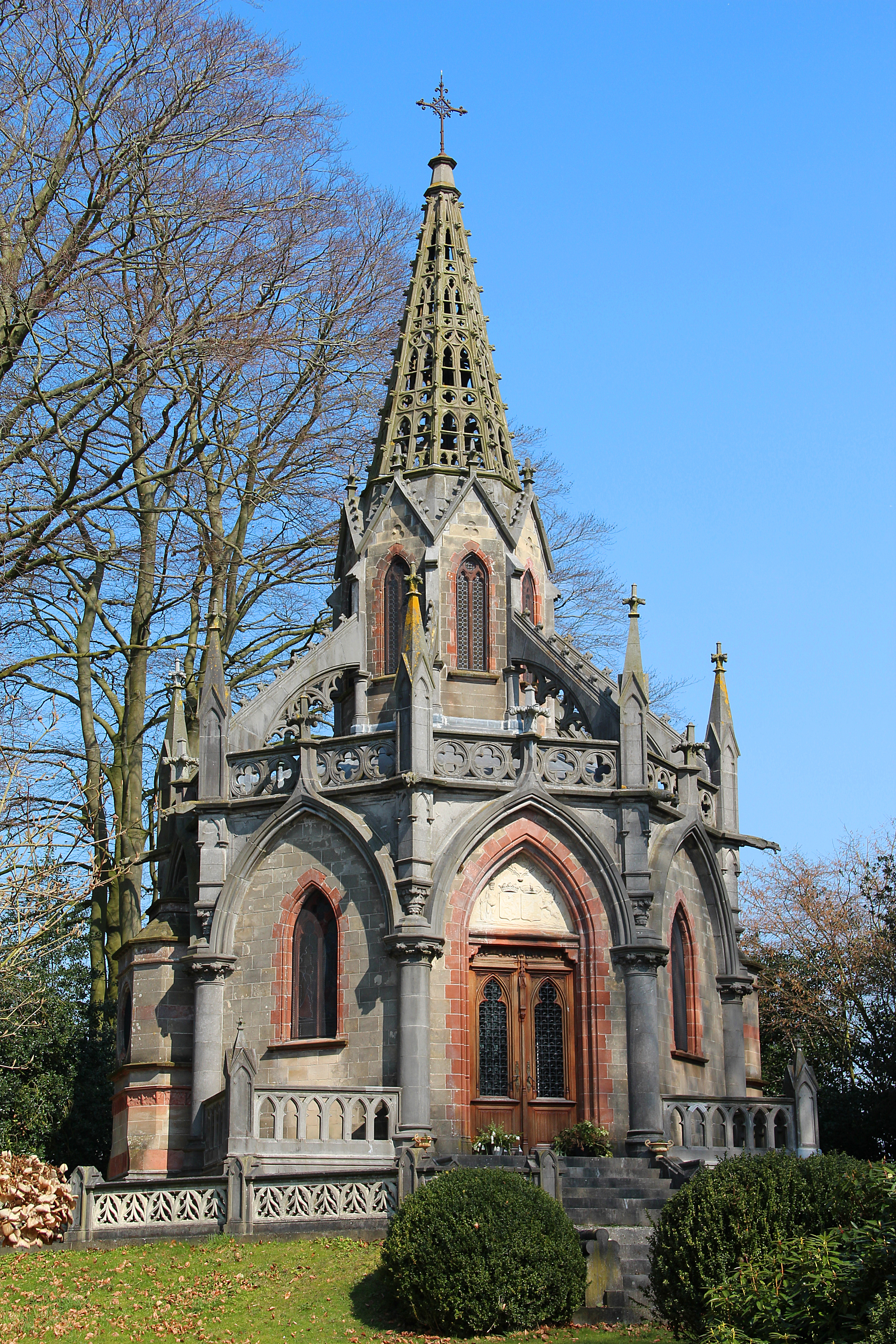
Mausoleum Clémentine d'Oultremont, Houtaing (B)
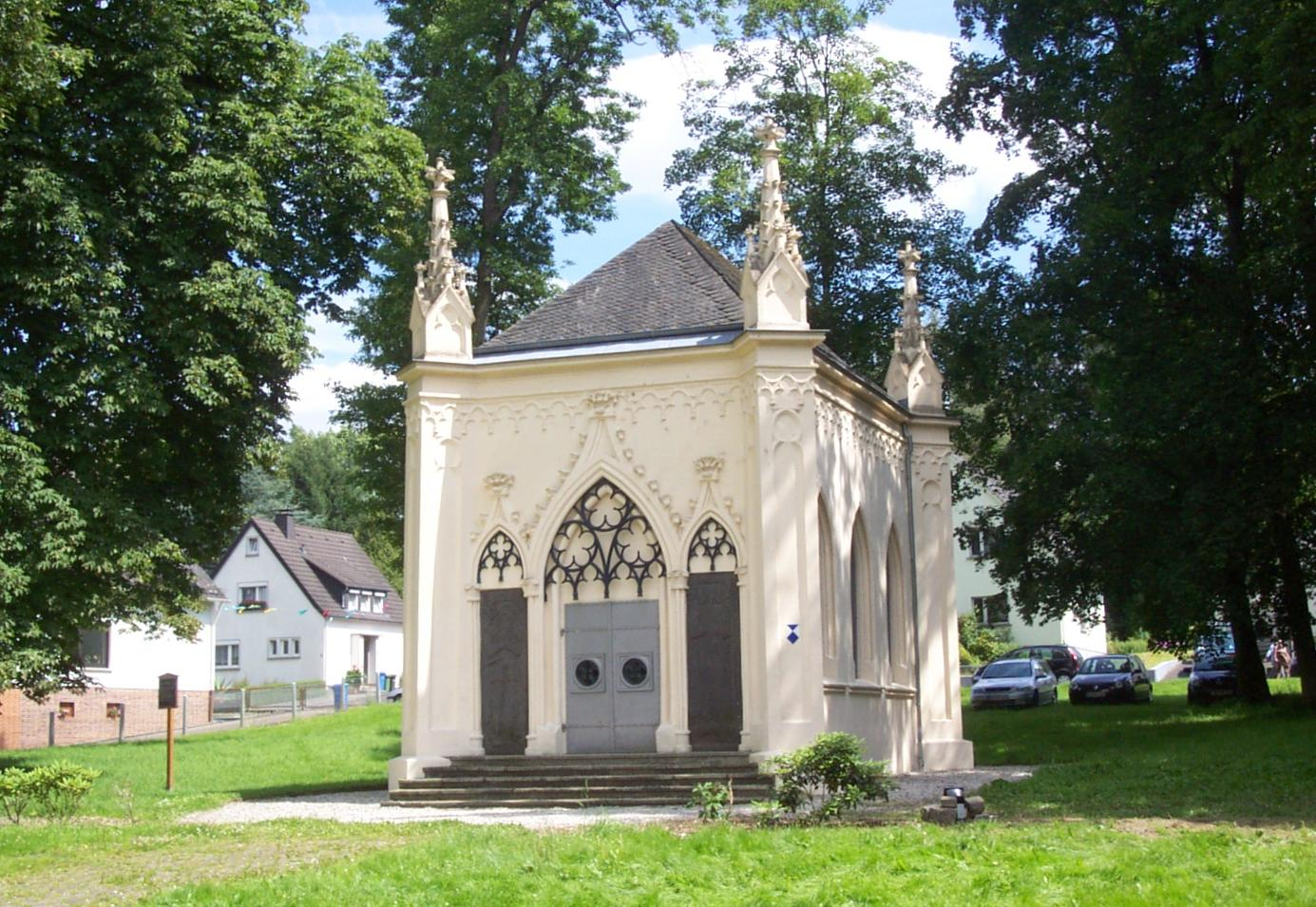
Mausoleum Ferdinand Nebel, Dierdorf
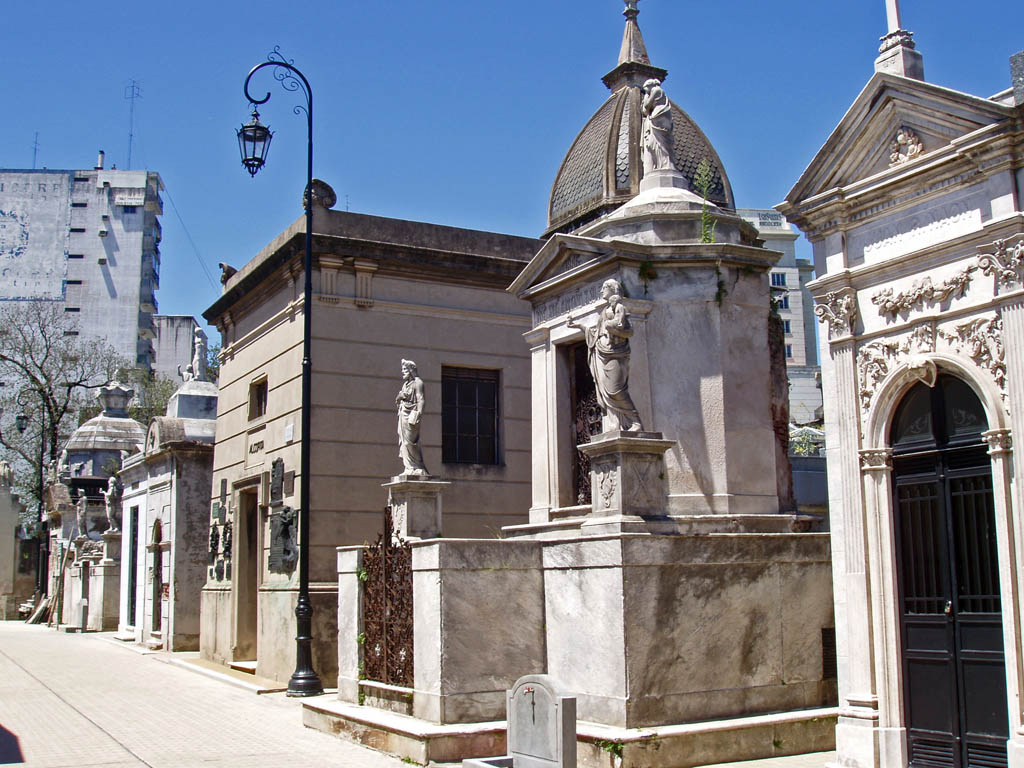
Begraafplaats van Recoleta, Buenos Aires

### Herdenkingskapel
Een herdenkingskapel is een kapel die gebouwd is op een plek waar een traumatische gebeurtenis (bijvoorbeeld een oorlogshandeling, een aanslag of een verkeersramp) heeft plaatsgevonden.

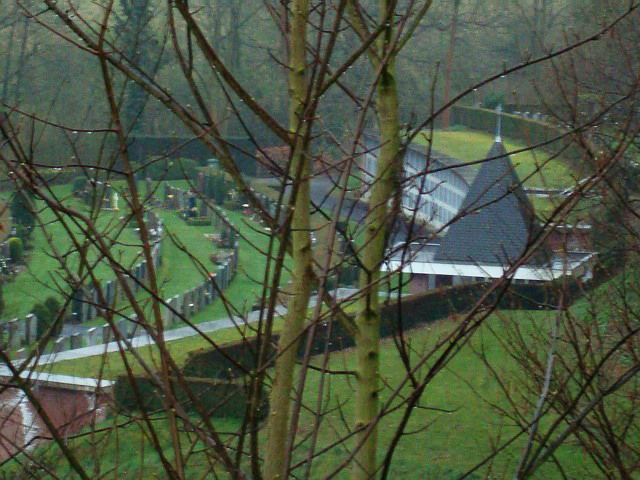
Verzetskapel Cauberg, Valkenburg
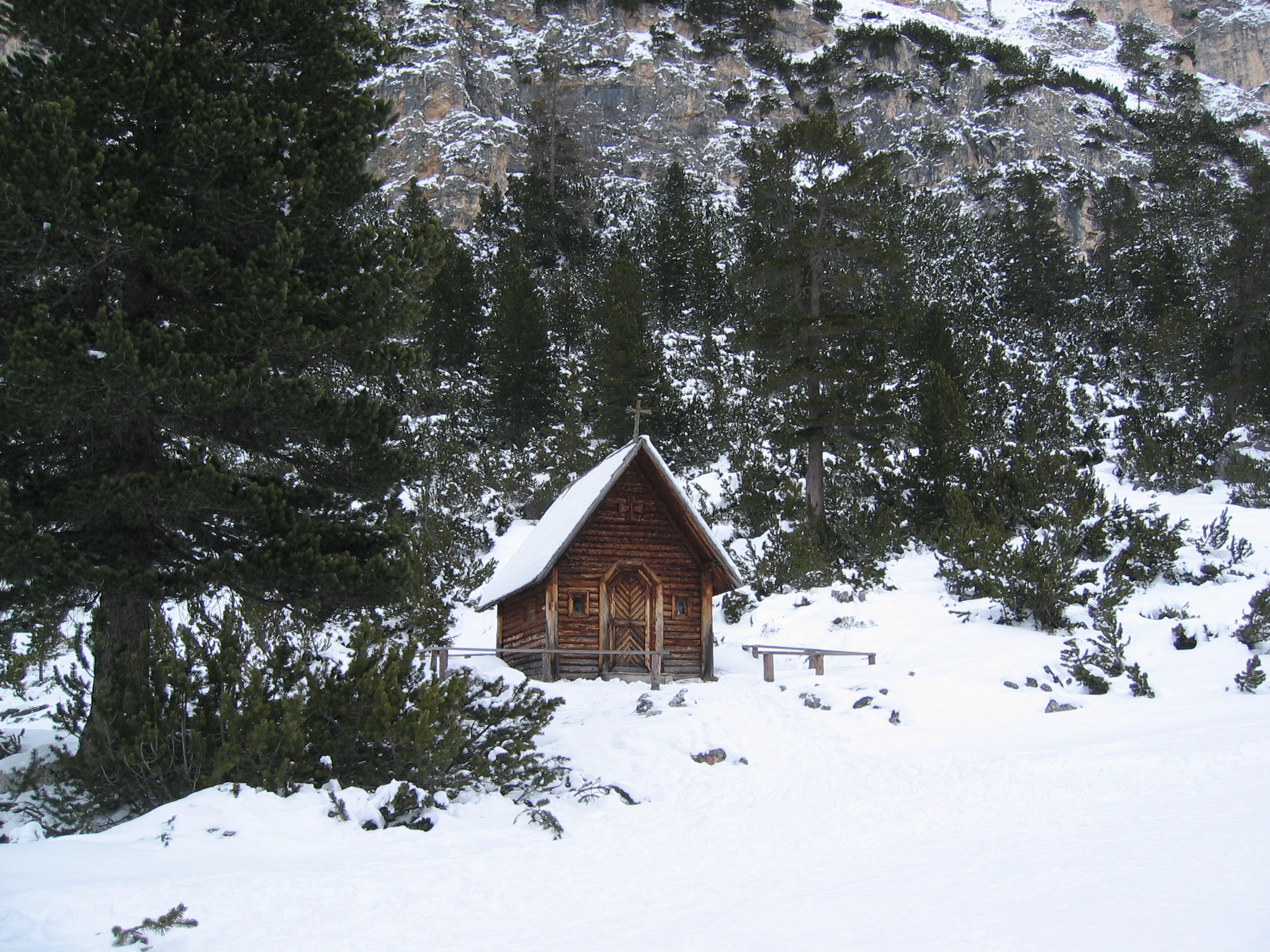
Oorlogsherinneringskapel, Badia, Italië
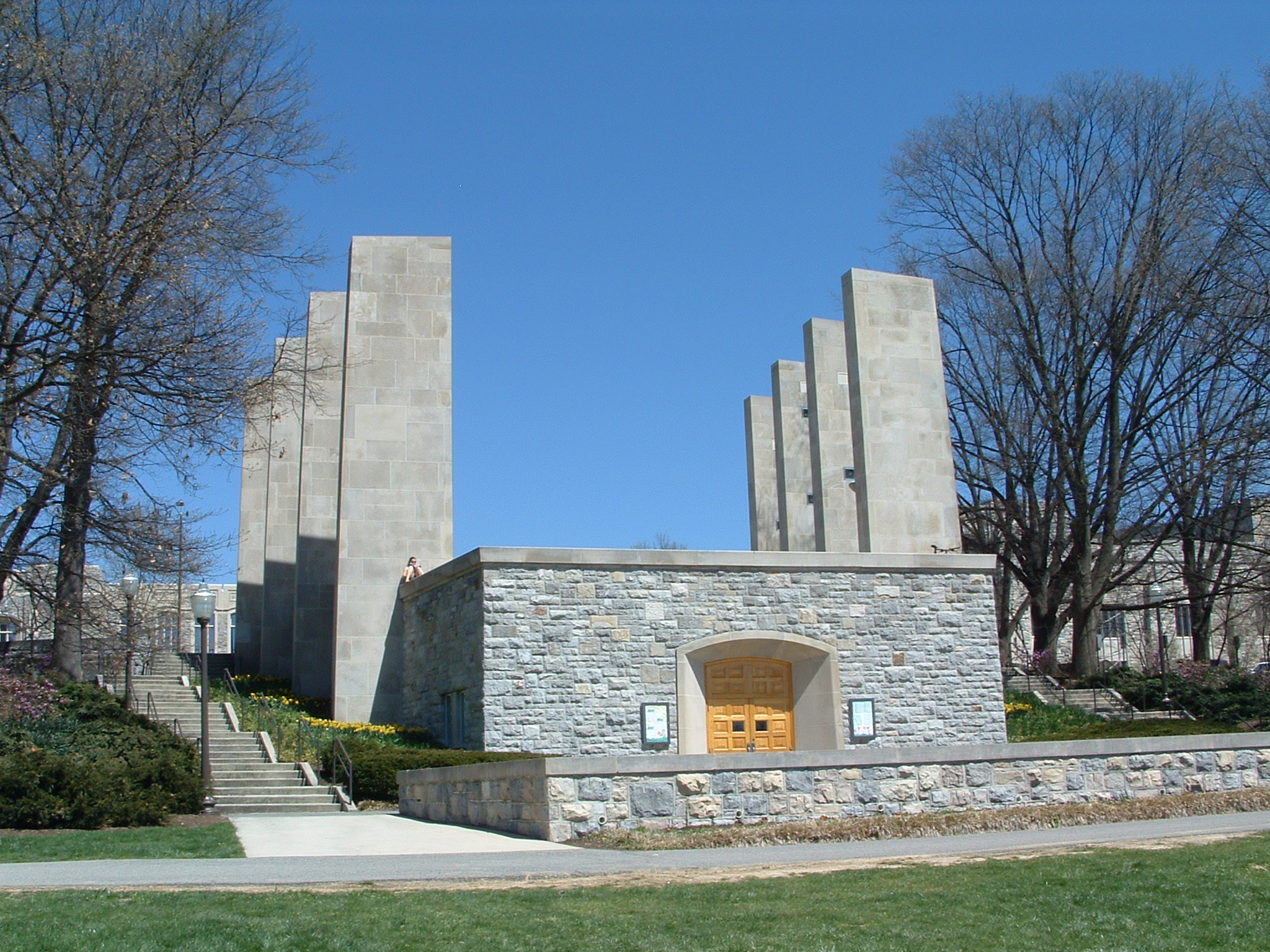
Oorlogsherinneringskapel, Blacksburg, Virginia
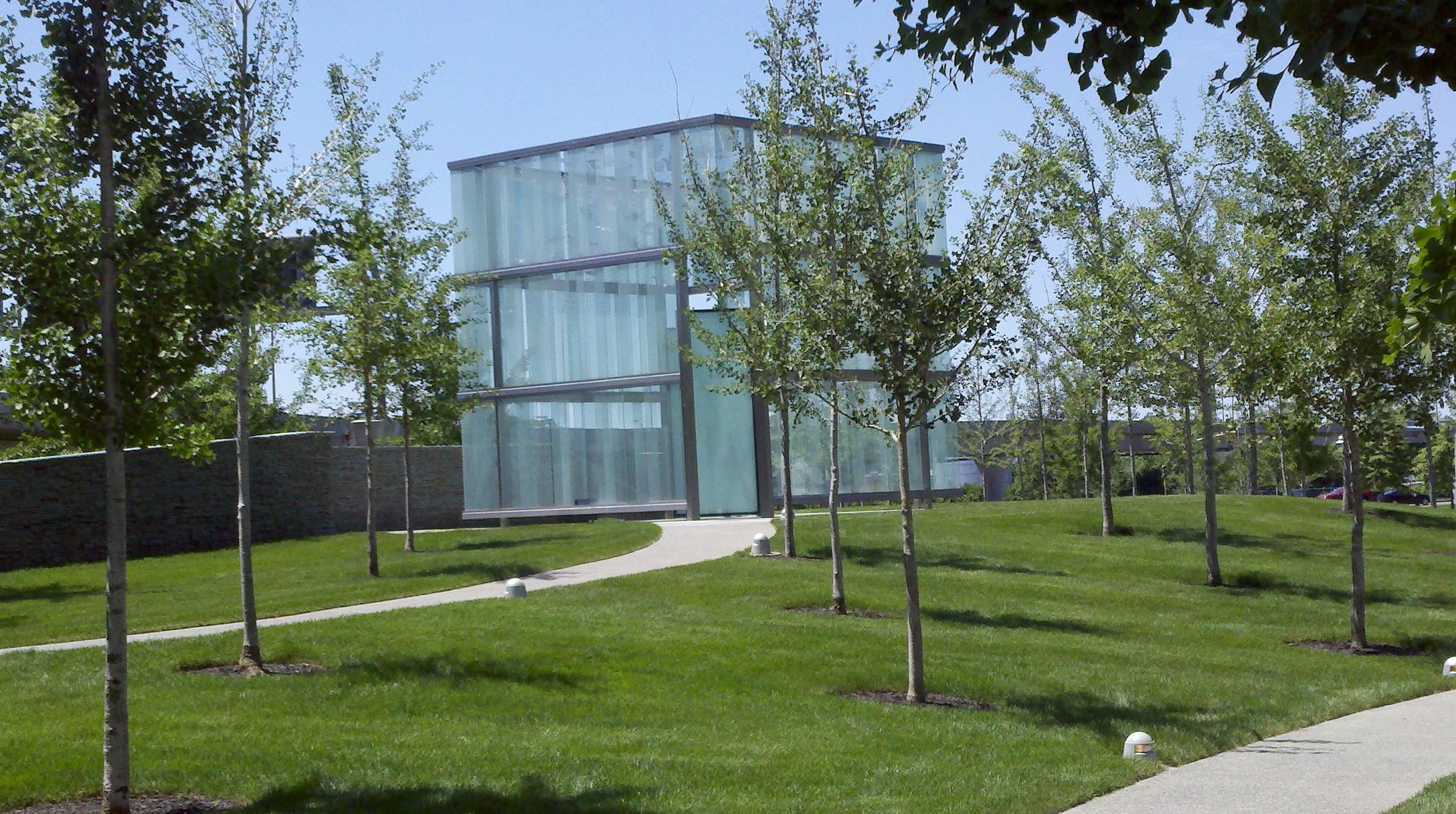
9/11 Memorial, Logan Airport, Boston

### Bedevaartkapel, Mariakapel
Een bedevaartkapel is opgericht op een specifieke plek om een gebeurtenis te herdenken of een heilige te eren. Bedevaartkapellen zijn vaak toegewijd aan Maria. Loretokapellen en Lourdesgrotten zijn een bijzondere vorm van Mariakapellen.

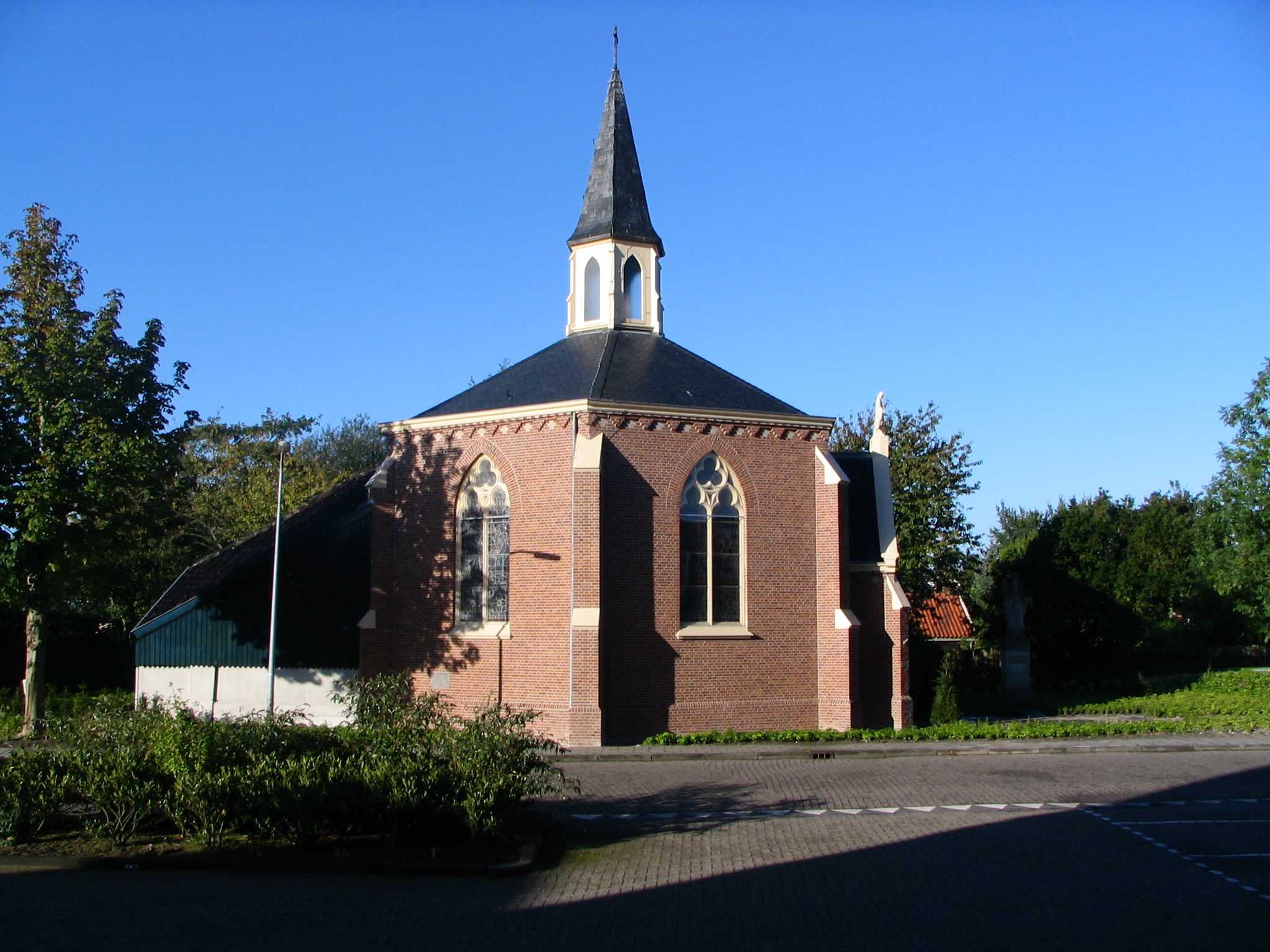
Lourdeskapel, Zwaag
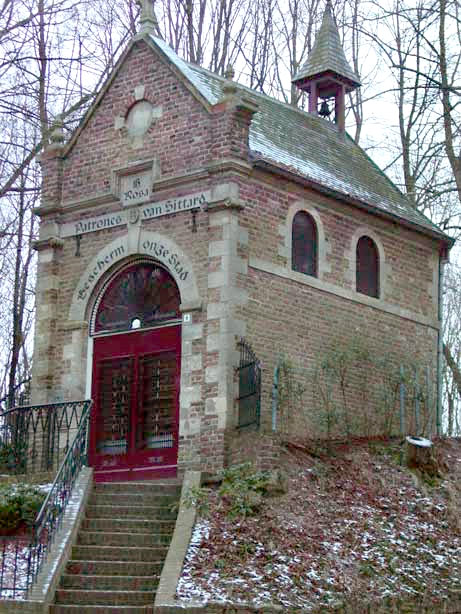
Sint-Rosakapel, Sittard
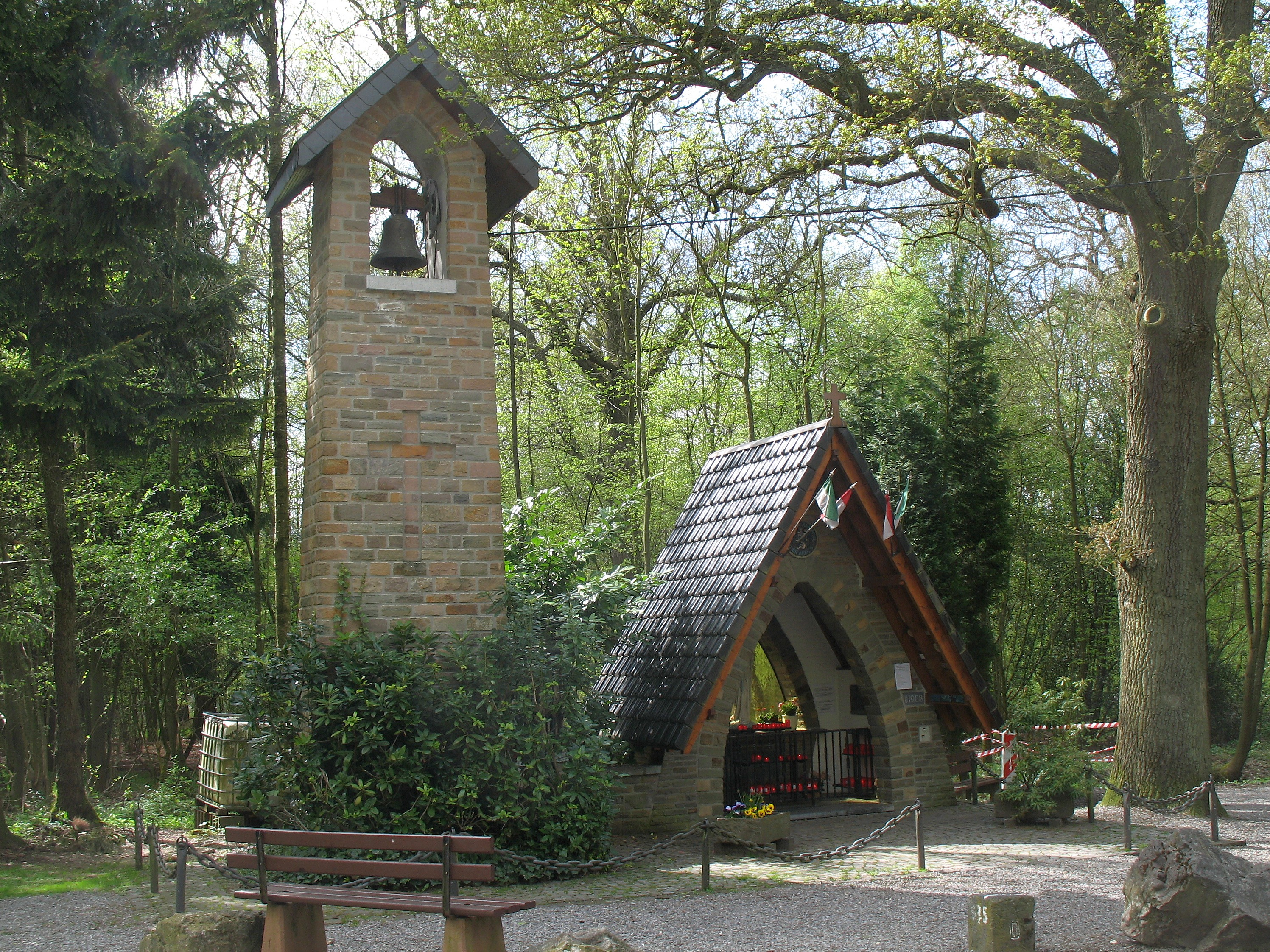
Banneuxkapel, Aken-Lichtenbusch
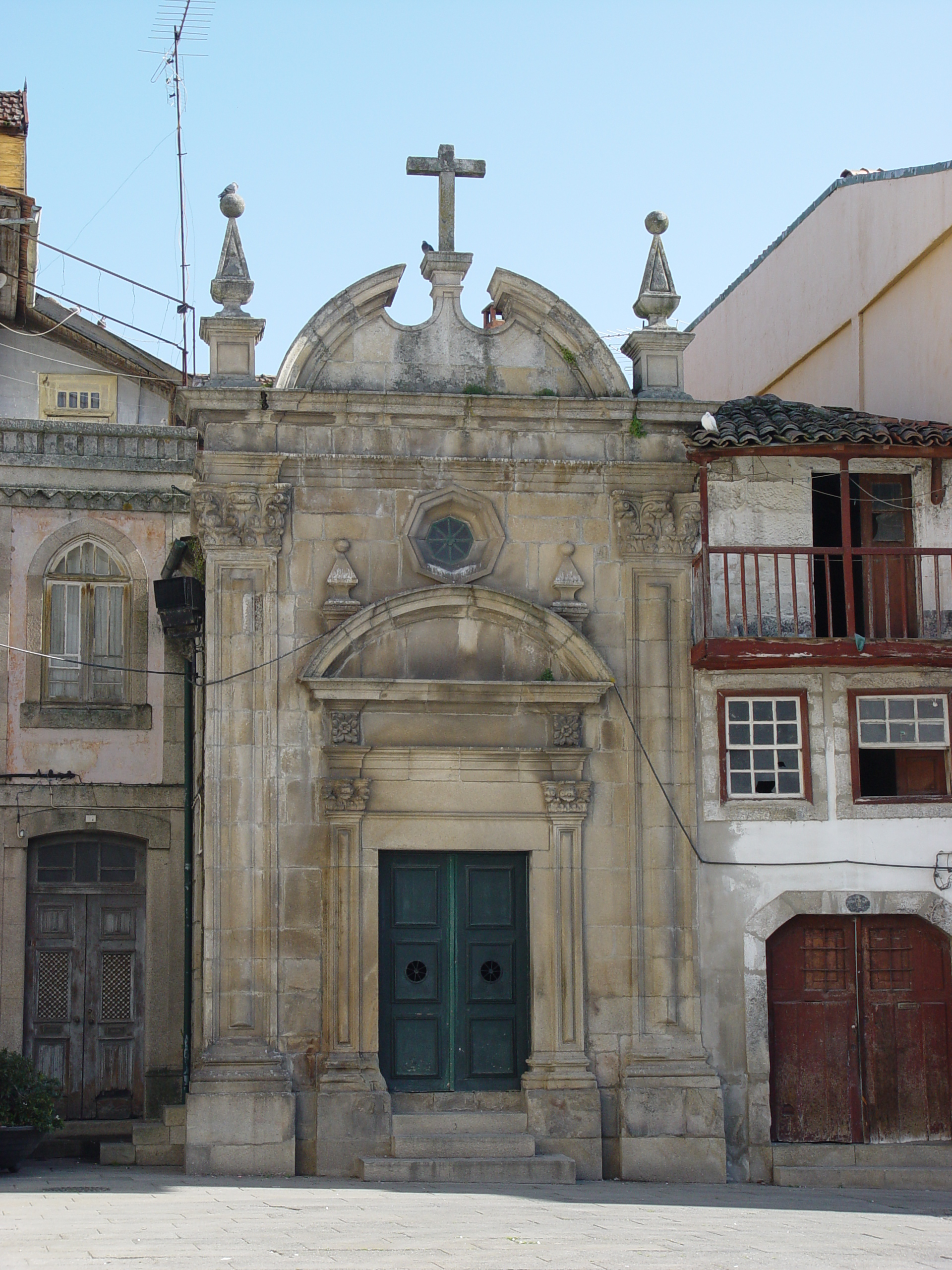
Loretokapel, Chaves, Portugal

### Veldkapel
Een veldkapel of wegkapelletje is een kapel of ander heiligdom dat meestal gebouwd is in een landelijke omgeving. Veldkapellen zijn een uiting van volksdevotie.

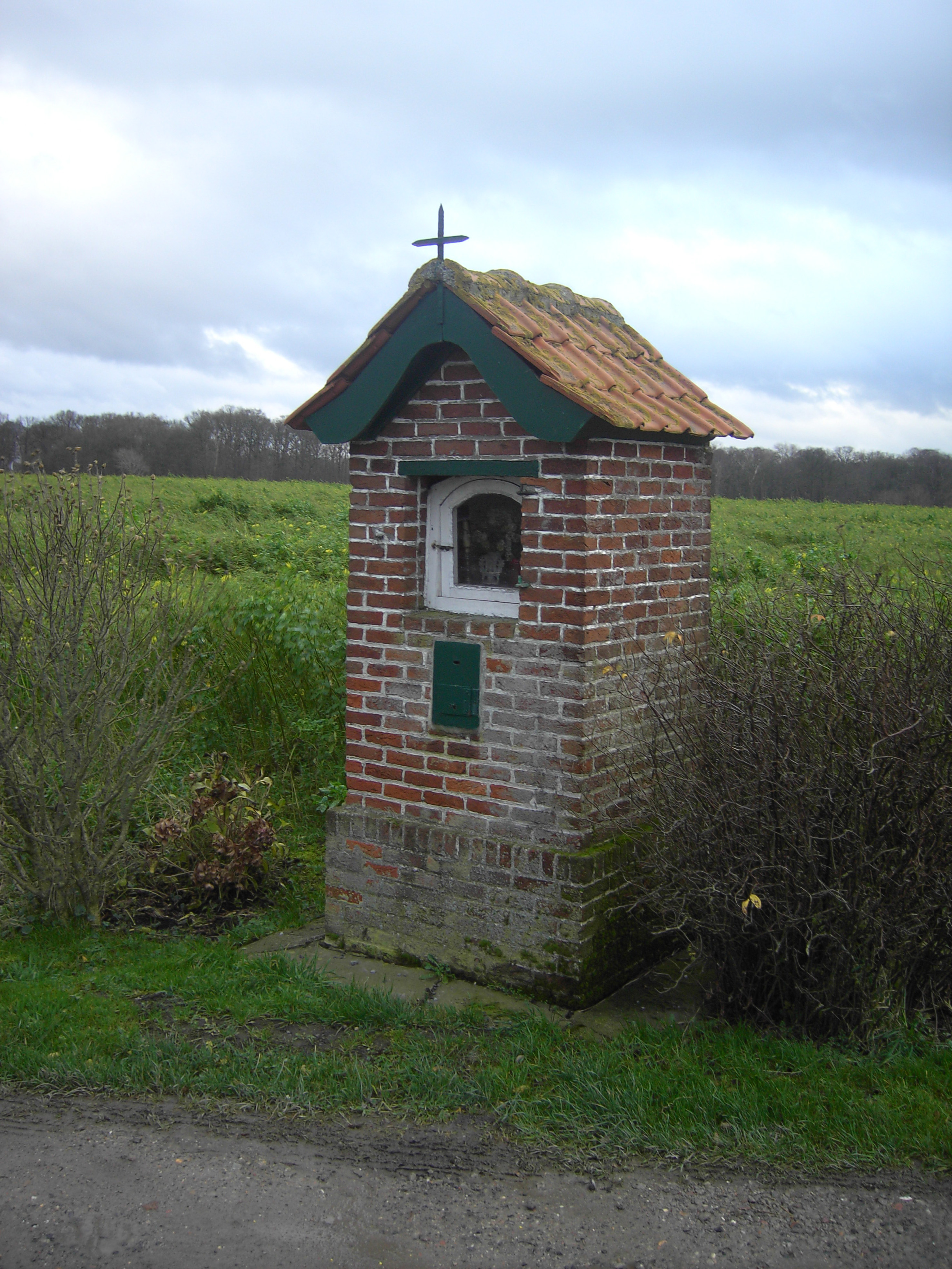
Lotenhulle, Oost-Vlaanderen
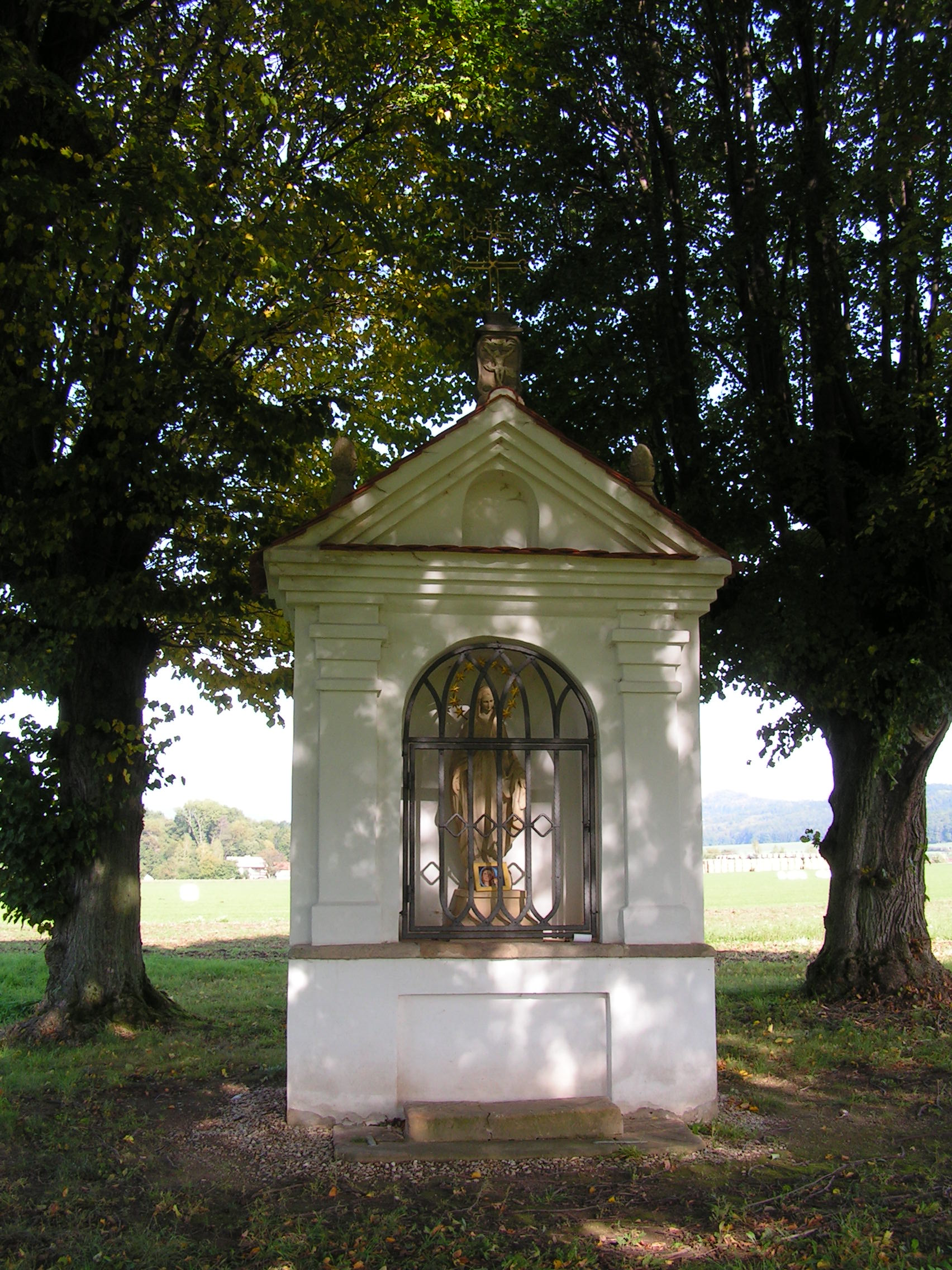
Radim, Jičín, Tsjechië
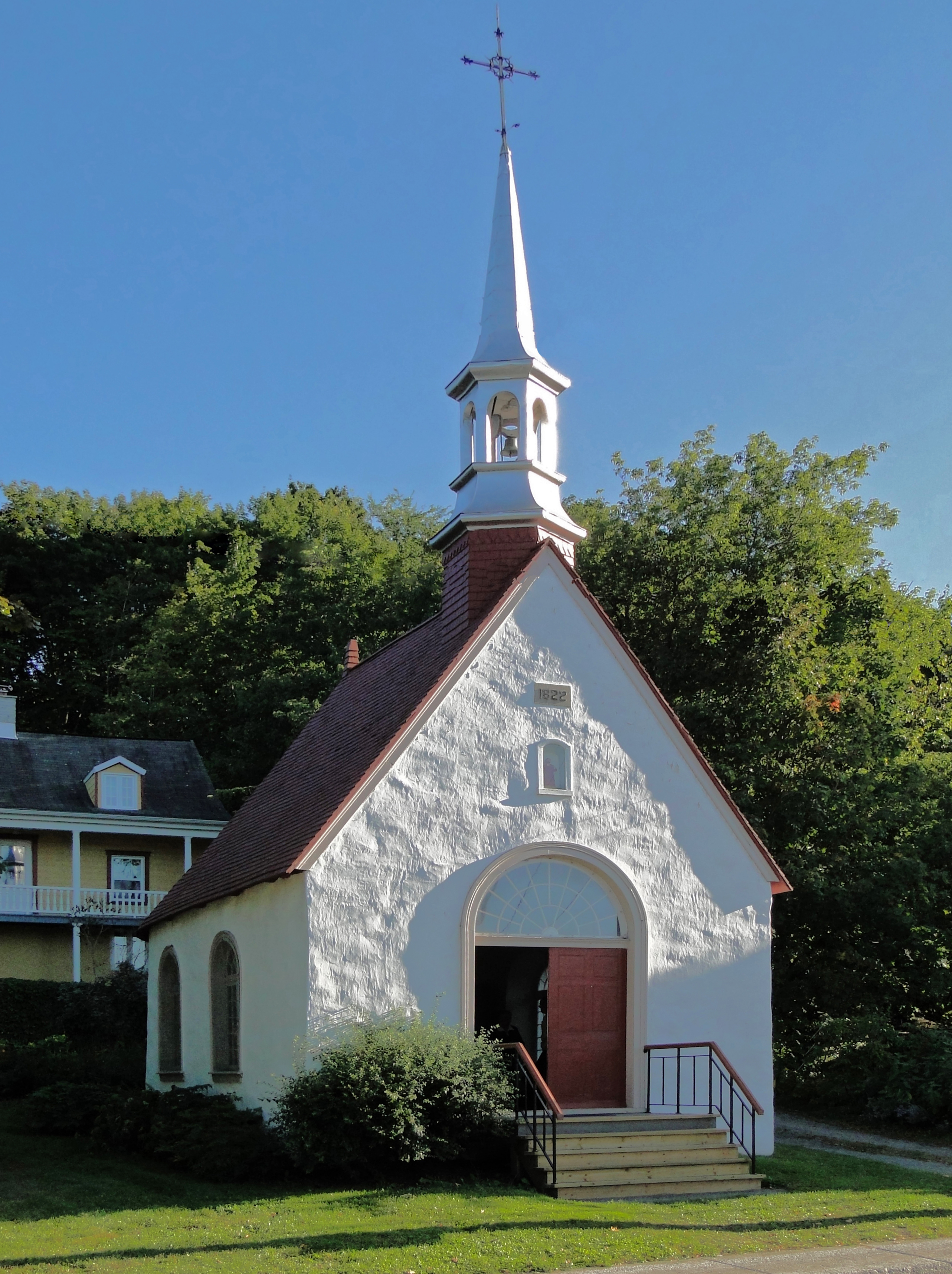
Lévis, Quebec
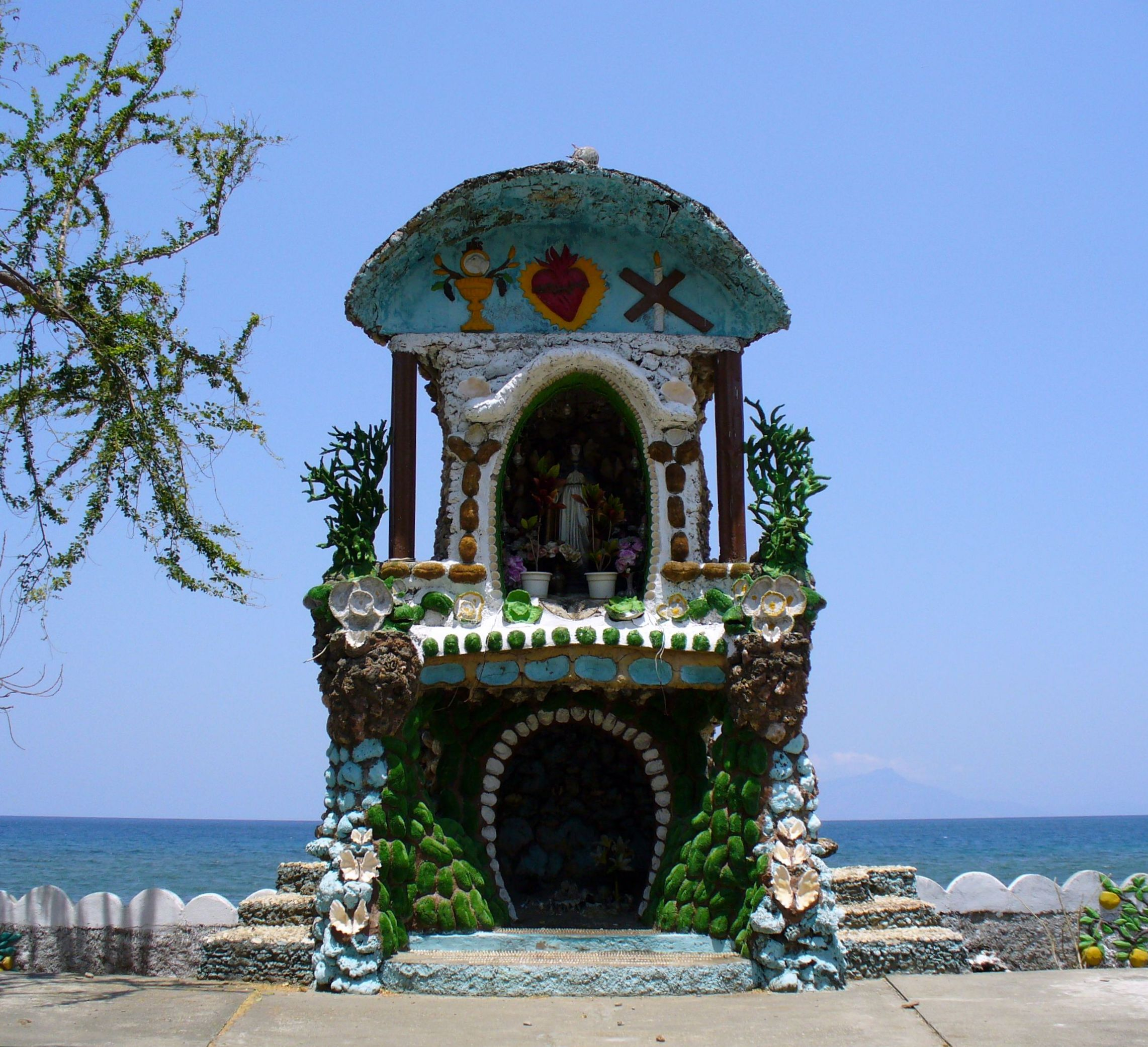
Dili, Oost-Timor

### Gevelkapel
Een kapelletje dat zich beperkt tot een uitsparing in een muur of een kastje aan een muur, noemt men een gevelkapel, of in het eerste geval ook wel een kapelnis.

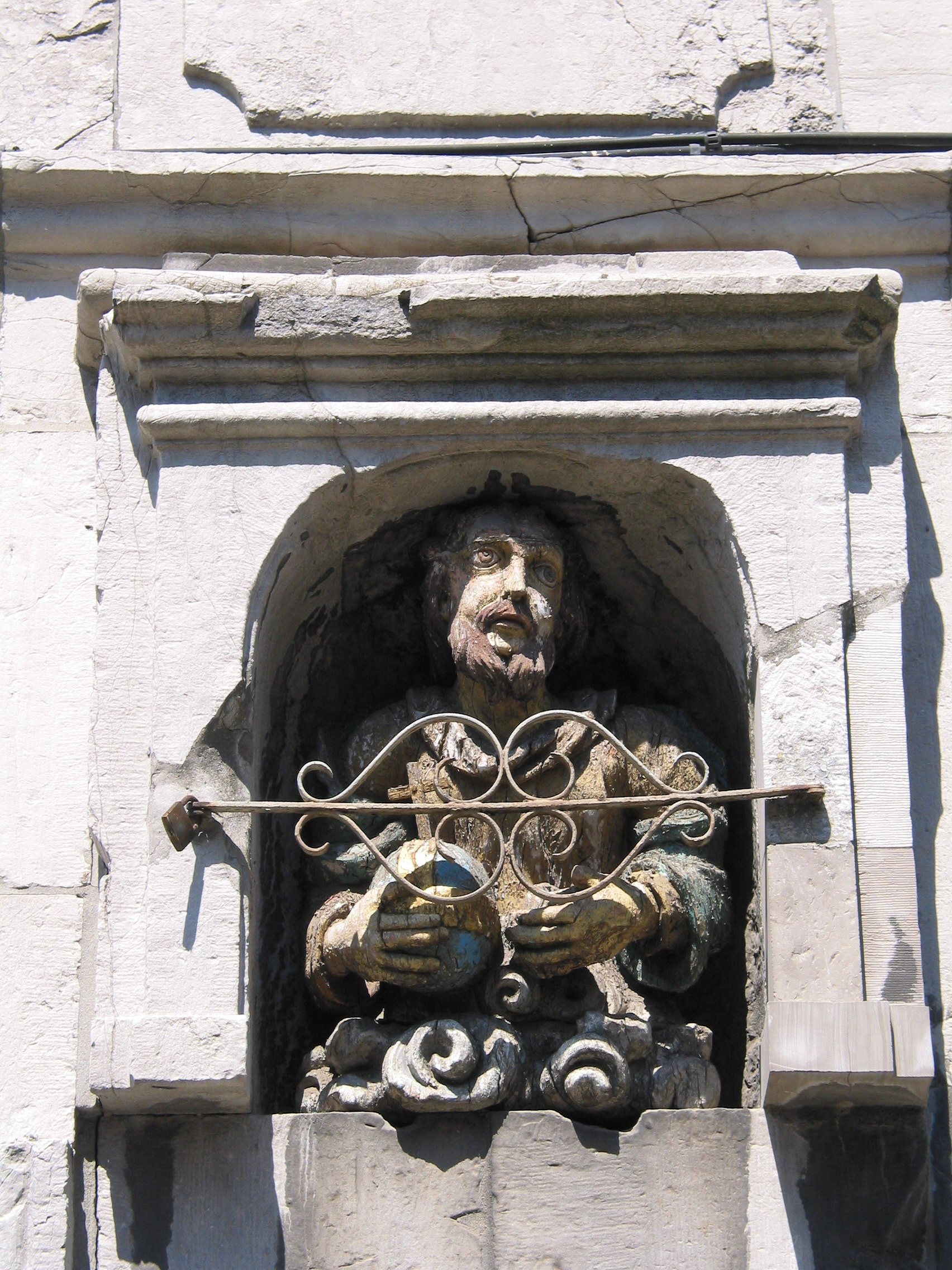
Lu vî bon Dju, Herve
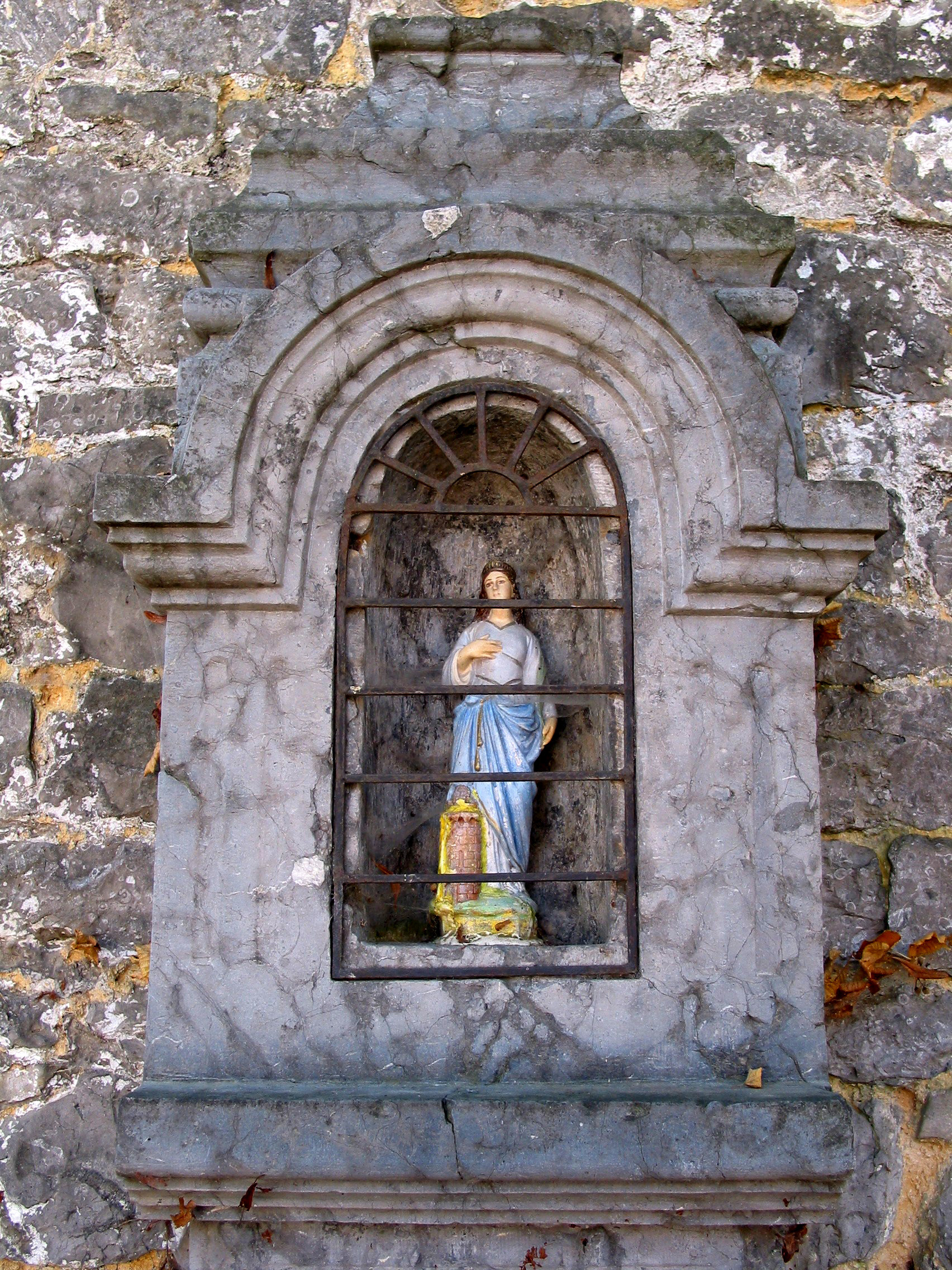
Barokke gevelkapel, Héron, Luik
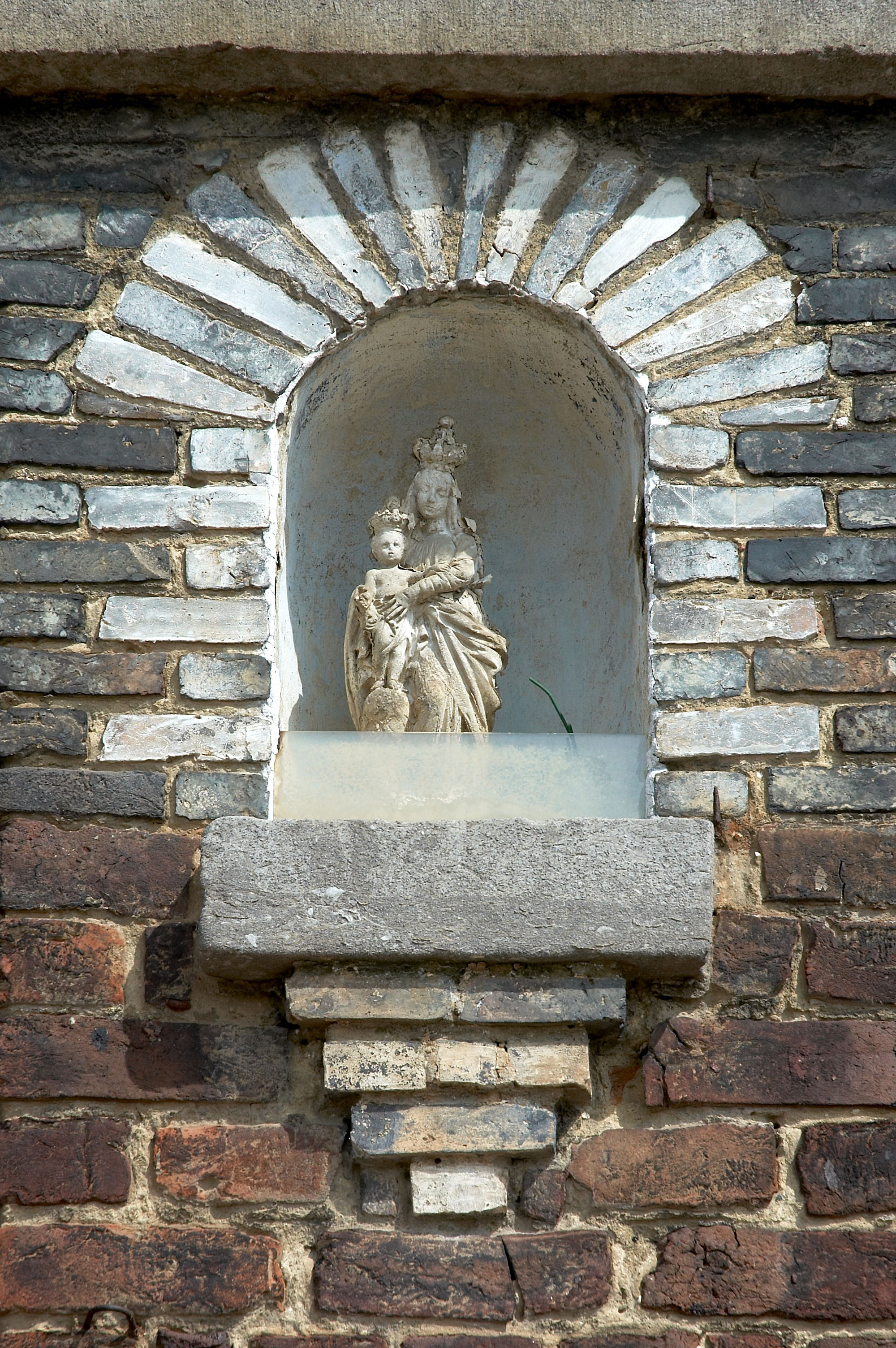
Gevelkapel basisschool, Huldenberg
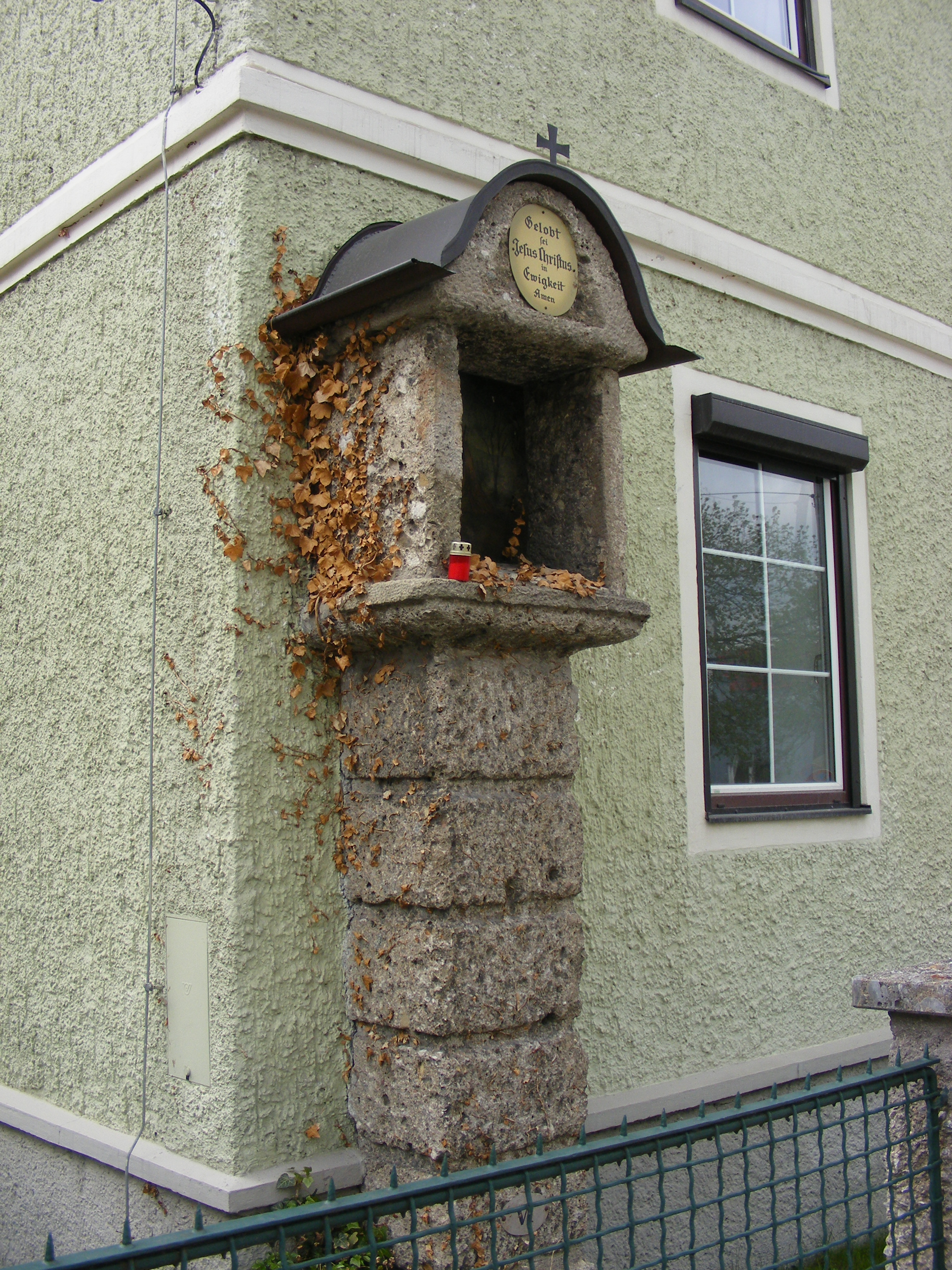
Gevelzuilkapel, Salzburg

### Overige

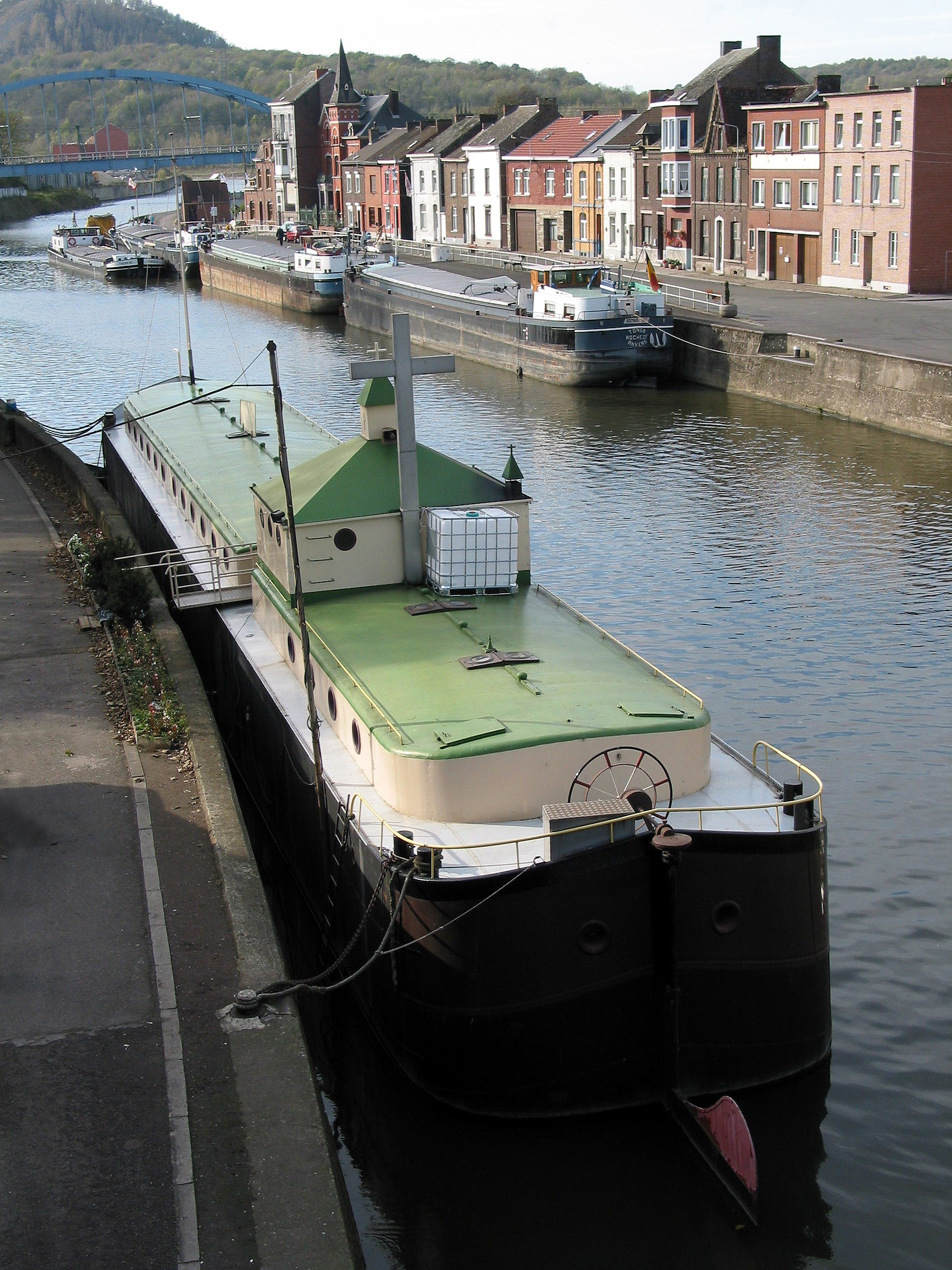
Bootkapel, Marchienne-au-Pont, België
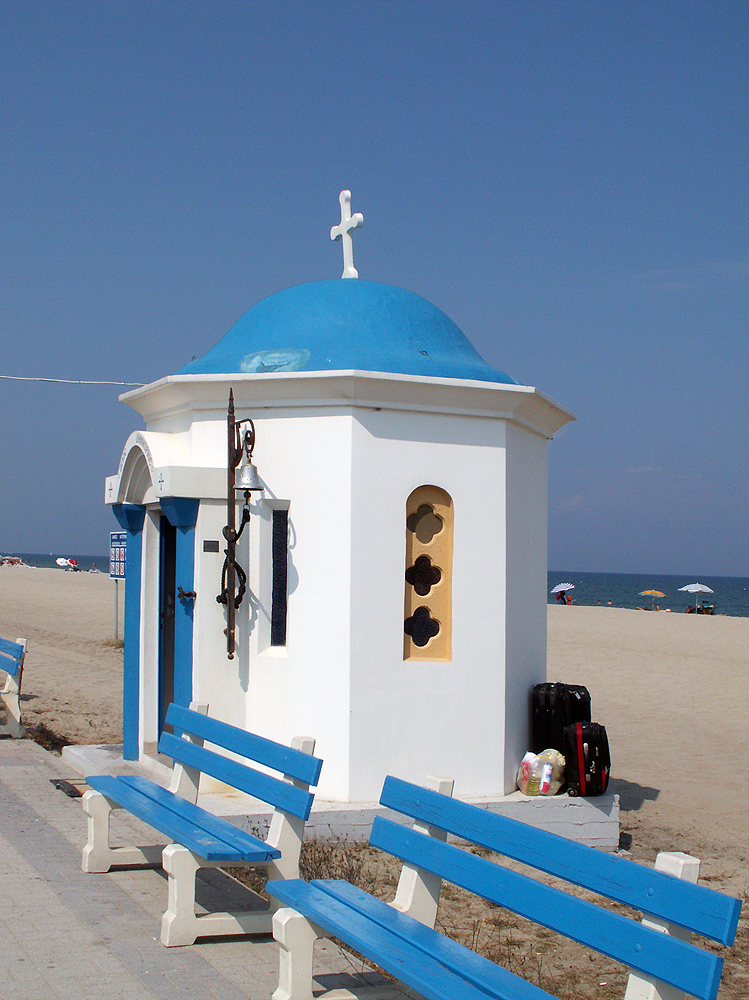
Strandkapel, Piëria, Griekenland
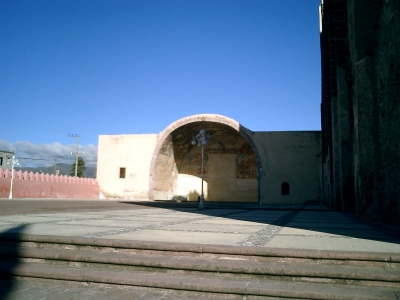
Openluchtkapel Actopan, Mexico
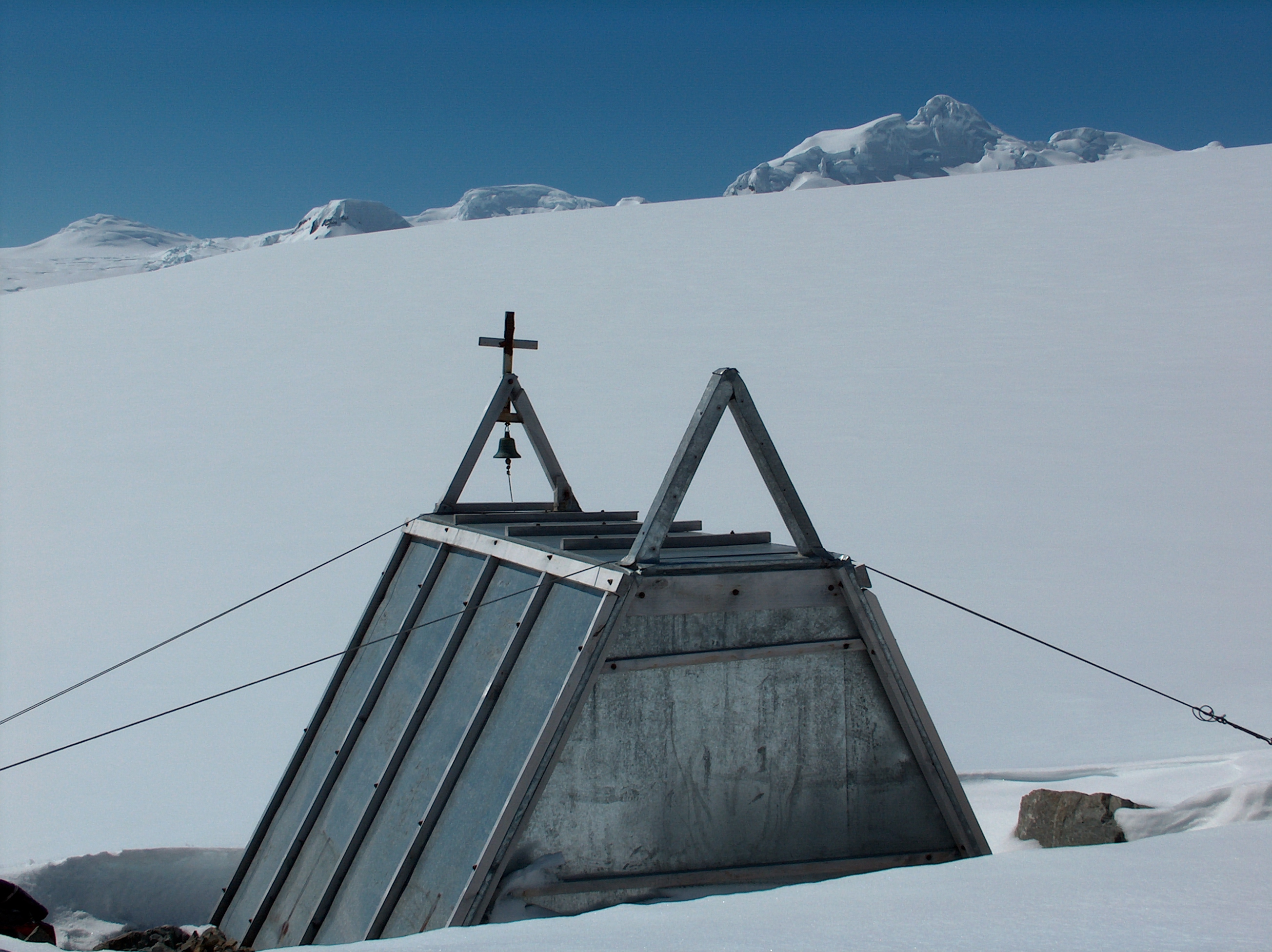
Bulgaarse kapel, Antarctica
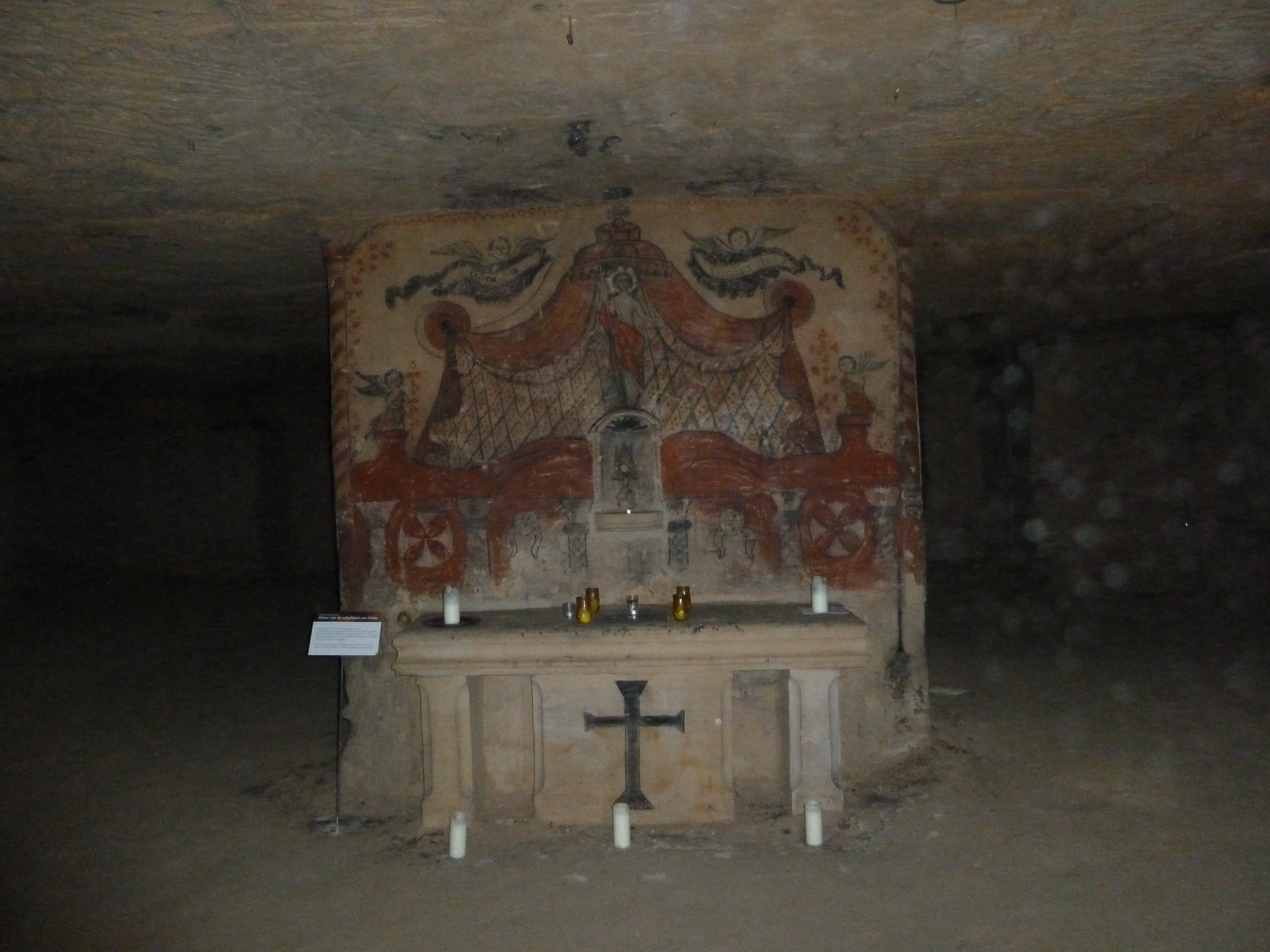
Schuilkapel Sibbergroeve, Sibbe, Limburg
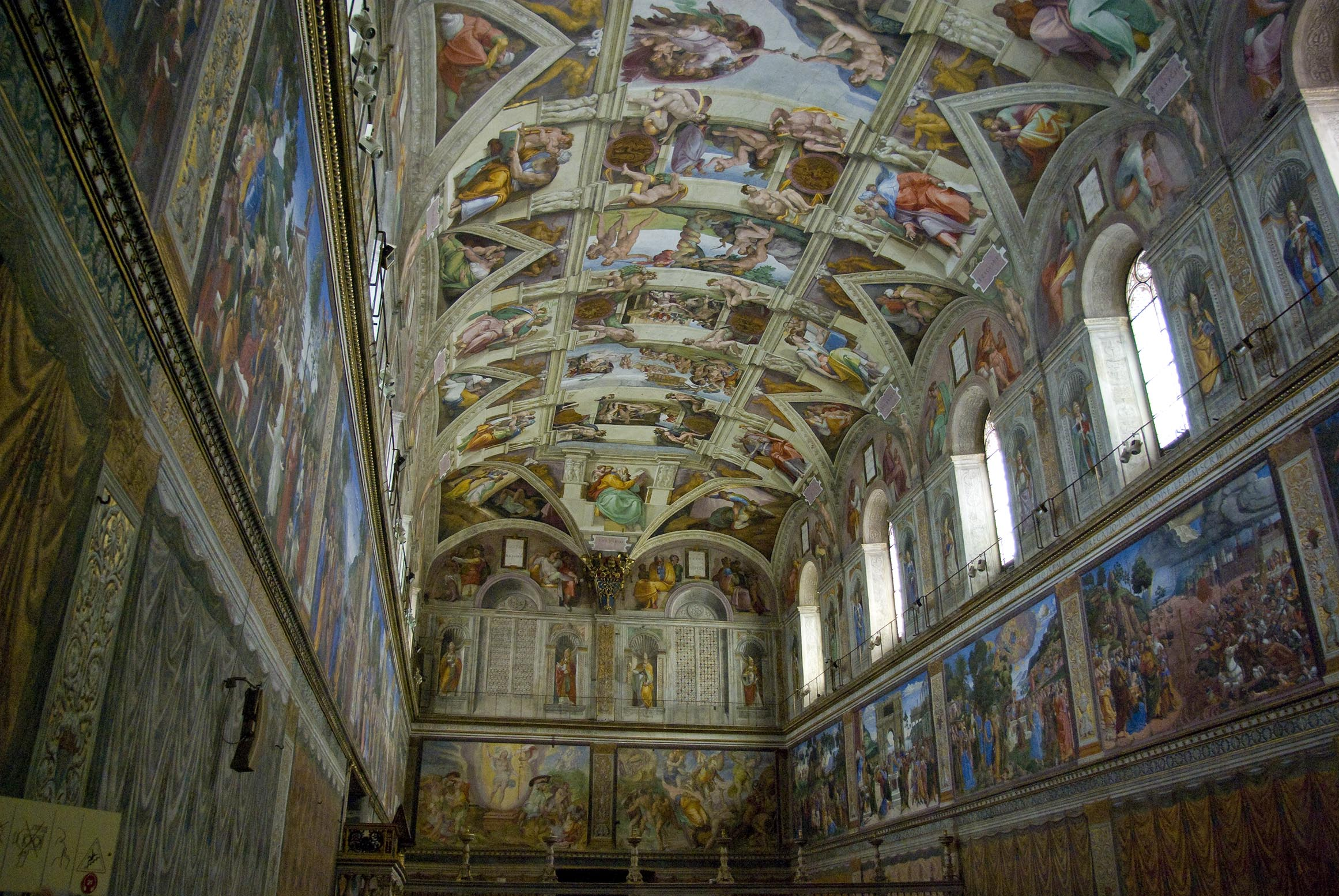
Sixtijnse Kapel, Vaticaanstad
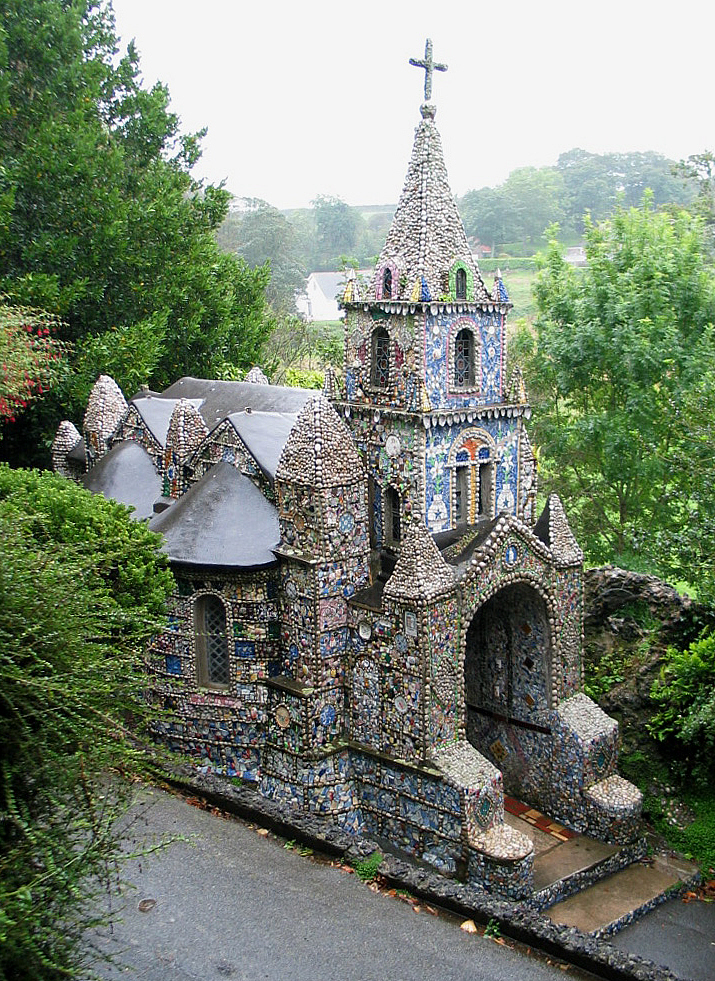
Miniatuurkapel Little Chapel, Guernsey
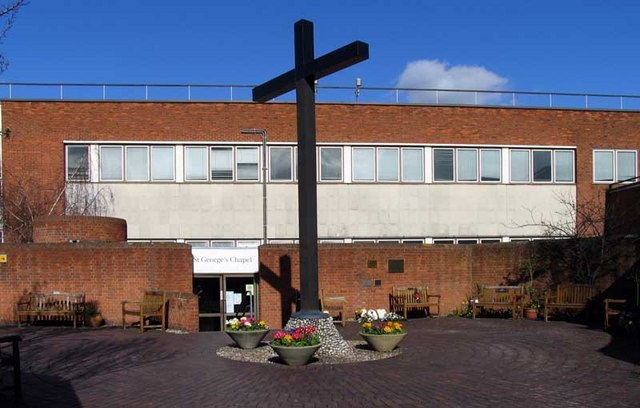
Kapel van de Luchthaven Londen Heathrow, Engeland